# Strausberg
Strausberg ist eine amtsfreie Stadt im Landkreis Märkisch-Oderland in Brandenburg (Deutschland).

## Geografie
Strausberg liegt 35 Kilometer nordöstlich von Berlin auf der Hochfläche des Barnims, inmitten einer seen- und waldreichen Landschaft, die durch die Weichsel-Eiszeit geprägt wurde. Besonders landschaftsprägend sind dabei zwei westlich der Stadt befindliche eiszeitliche Rinnen, die heute von Süd nach Nord verlaufende Seenketten bilden.
Der Stadtkern liegt am Ostufer des Straussees, des größten der umliegenden Seen, zu denen noch der Bötz-, der Ihland- und der Fängersee zählen. Teilflächen des Ortsteils Hohenstein sind Bestandteil des Naturparks Märkische Schweiz.

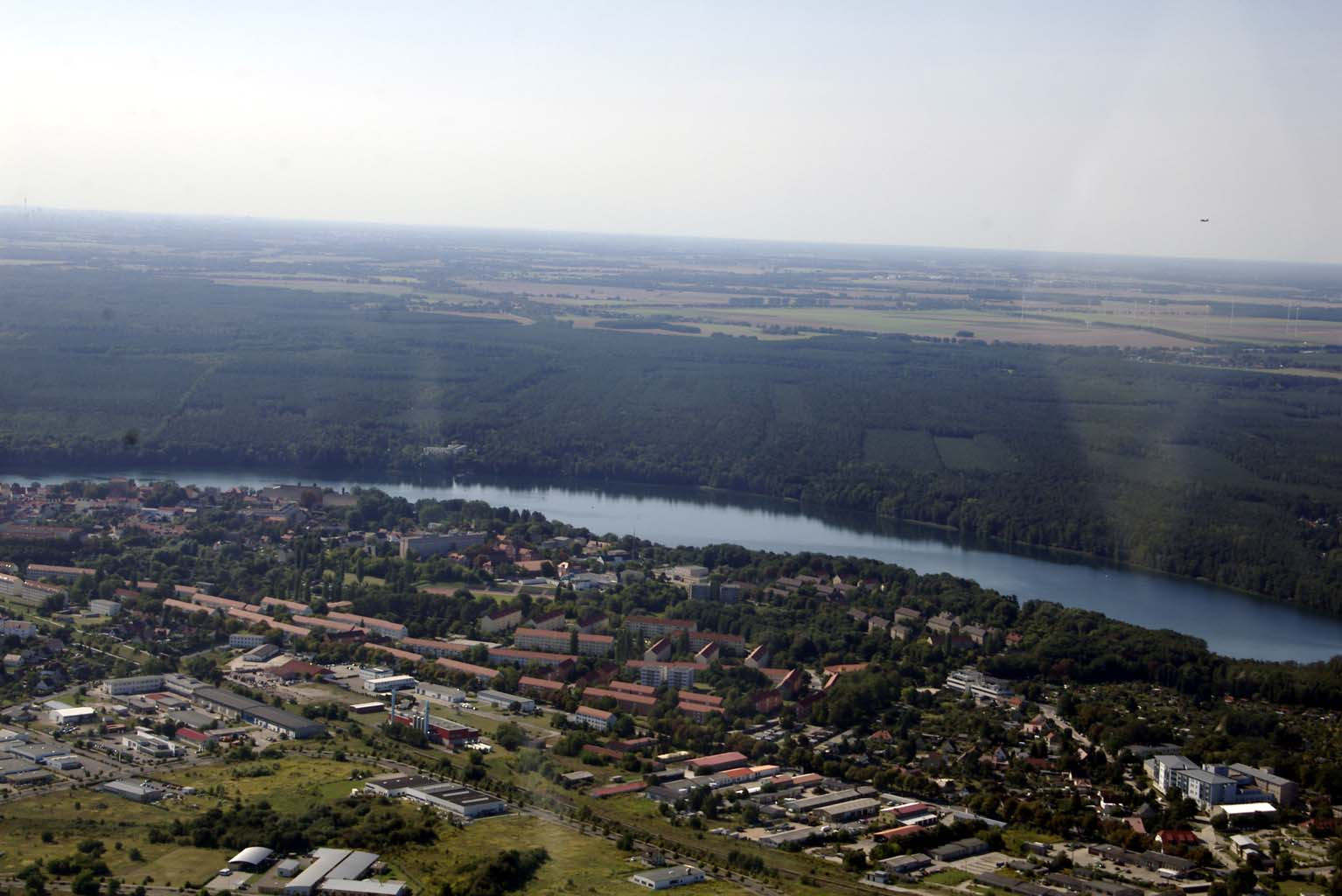
Strausberg mit dem Straussee im Hintergrund
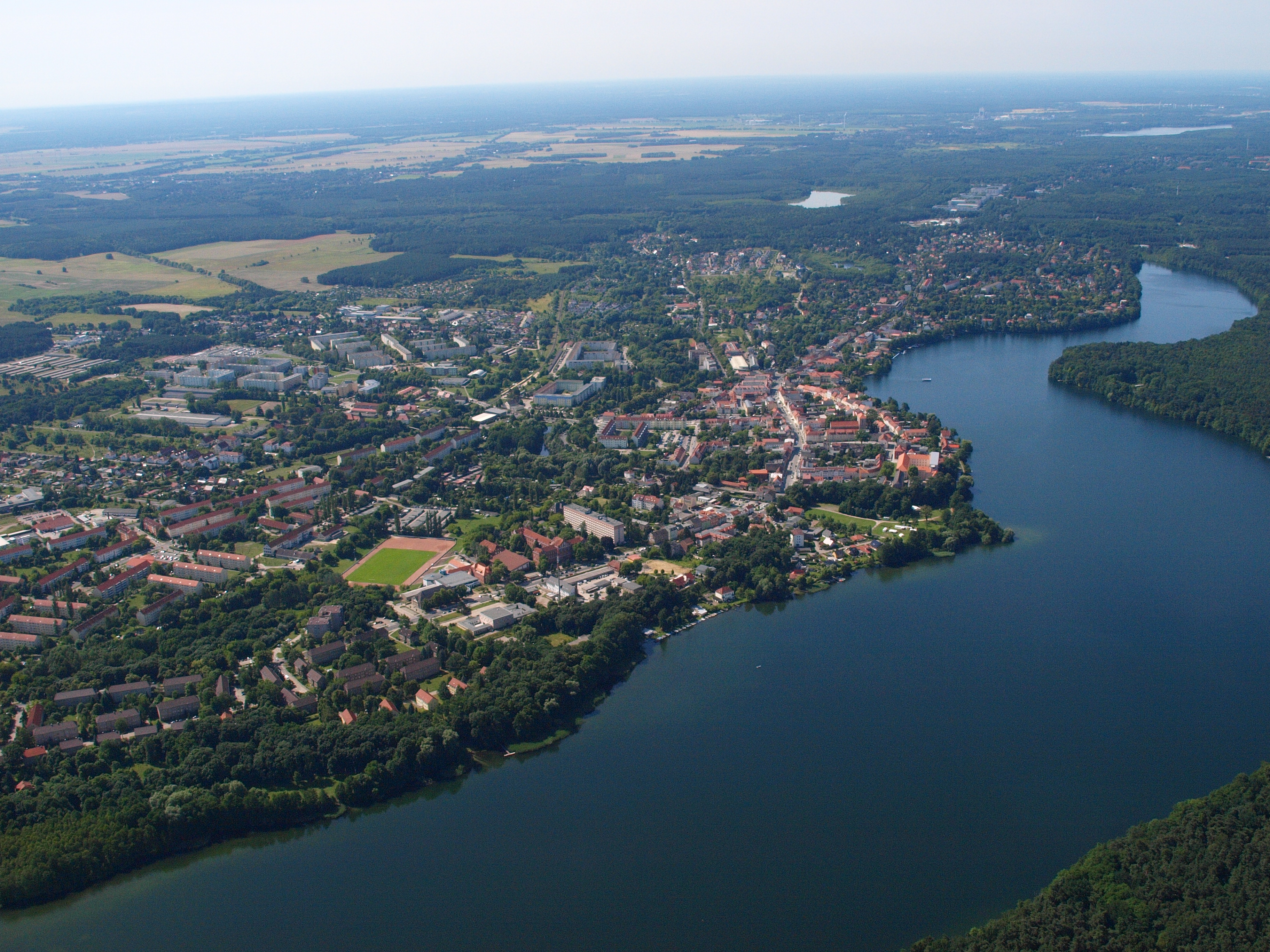
Strausberg aus nördlicher Richtung
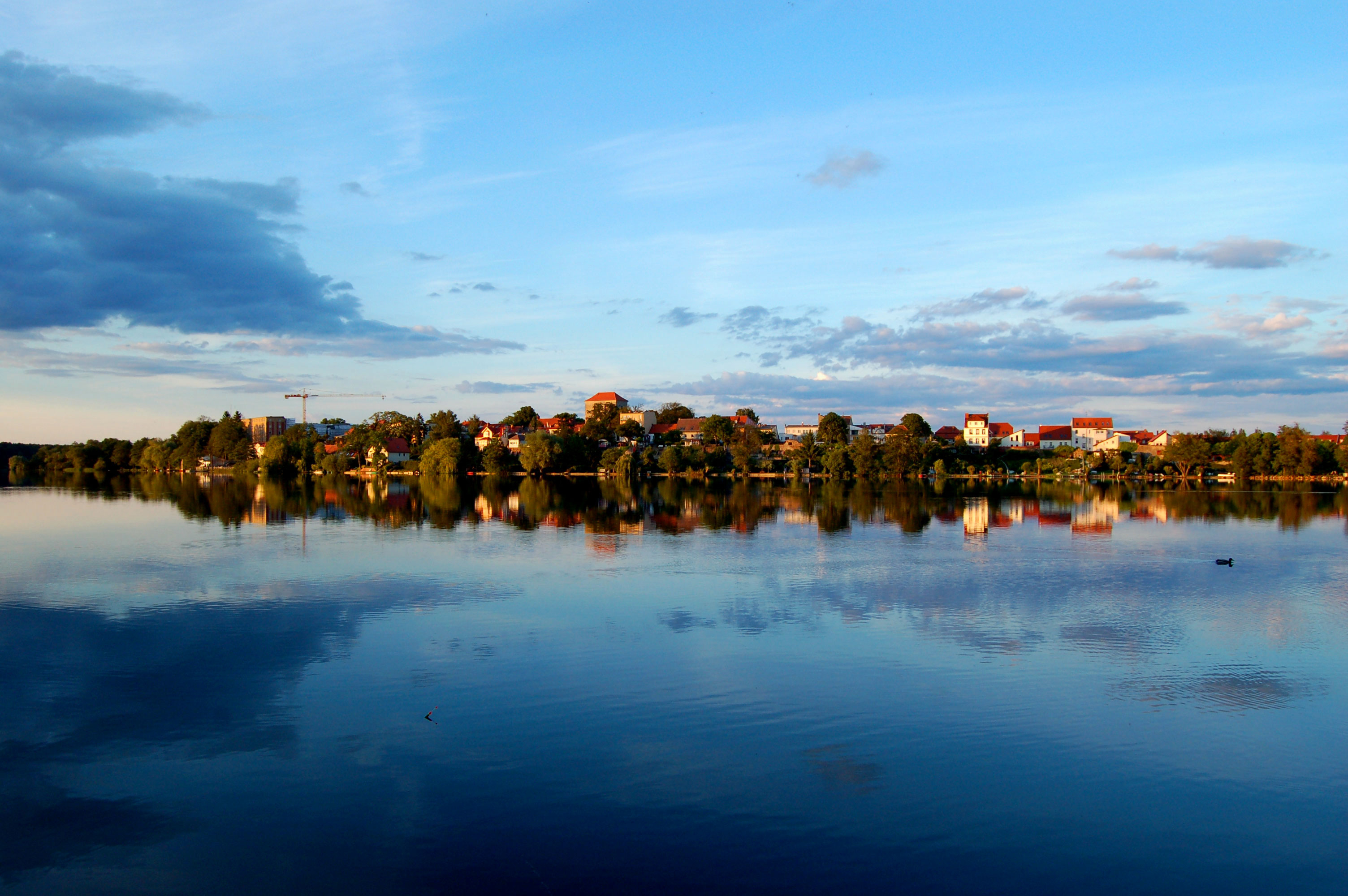
Strausberg vom gegenüberliegenden Ufer des Straussees aus gesehen

Nachbargemeinden
Die Stadt Strausberg grenzt
- im Westen und Norden an die Stadt Altlandsberg
- im Nordosten an die Gemeinde Oberbarnim
- im Osten an die Stadt Buckow (Märkische Schweiz) und die Gemeinde Garzau-Garzin
- im Südosten an die Gemeinde Rehfelde
- im Süden an die Gemeinde Rüdersdorf bei Berlin
- im Südwesten an die Gemeinde Petershagen/Eggersdorf

### Stadtgliederung
Die Stadt Strausberg besteht aus den Gemarkungen Strausberg, Hohenstein und Ruhlsdorf.
Zur Stadt gehört der Ortsteil Hohenstein mit den Wohnplätzen Gladowshöhe und Ruhlsdorf. Darüber hinaus existieren die folgenden 14 Wohnplätze: Alte Walkmühle, Fasanenpark, Friedrich-Schiller-Höhe, Gartenstadt, Jenseits des Sees, Neue Mühle, Postbruch, Provinzialsiedlung, Roter Hof, Spitzmühle, Steuerhaus, Torfhaus, Treuenhof und Wilhelmshof.
Hohensteiner Mühle und Johanneshof sind ehemalige Wohnplätze von Strausberg.
Das Stadtgebiet von Strausberg unterteilt sich in neun Gebiete: Gartenstadt, Schillerhöhe, Fasanenpark, Strausberg Nord, Strausberg Stadt, Hegermühle, Vorstadt, Postbruch und Neue Mühle. Neben dem östlich des Straussees gelegenen historischen Stadtzentrum gehören zur eigentlichen Stadt Strausberg folgende Teile:
- die mit dem Bau der Bahnlinie Berlin–Küstrin um den Bahnhof herum entstandene Vorstadt
- die nördlich des Straussees gelegenen Siedlungen Gartenstadt und Friedrich-Schiller-Höhe
- der an der südlichen Stadtgrenze zum Ortsteil Hennickendorf der Gemeinde Rüdersdorf bei Berlin befindliche Stadtteil Torfhaus
- die Wohnplätze Jenseits des Sees (westlich des Straussees) und Spitzmühle (zwischen Bötzsee und Fängersee).

Damit erreicht die Stadt eine Süd-Nord-Ausdehnung von fast 15 Kilometern, während die Ost-West-Ausdehnung nur etwa drei Kilometer beträgt.

## Geschichte

### Ur- und Frühgeschichte
In der Umgebung von Strausberg gab es Siedlungen aus der Steinzeit, der Bronzezeit (1200–700 v. Chr.) und der Eisenzeit / römischen Kaiserzeit.
Dagegen sind keine slawischen Siedlungsspuren im Stadtgebiet bekannt, nur zwischen dem Bötzsee und dem Fängersee gab es eine leicht befestigte Siedlung.

### Etymologie
Die ältesten bekannten Namensformen Struceberch (1247), Struzbergh (13. Jahrhundert), und weitere enthalten Struc- als ersten Namensbestandteil. Dieser leitete sich wahrscheinlich vom naheliegenden See Struz ab. Dieser könnte sich vom slawischen Wort für Bohne oder Schote herleiten und sich auf die längliche Form des Sees beziehen.
Die deutschen Bewohner deuteten dieses Wort dann zu strus, mittelhochdeutsch für Strauß um. Dieses wurde bald Bestandteil des offiziellen Kanzleinamens, während sich in der Bevölkerung daneben auch eine umgangssprachliche Form Strutzberg bis in das 19. Jahrhundert hielt.

### Entstehung von Burg und Marktsiedlung

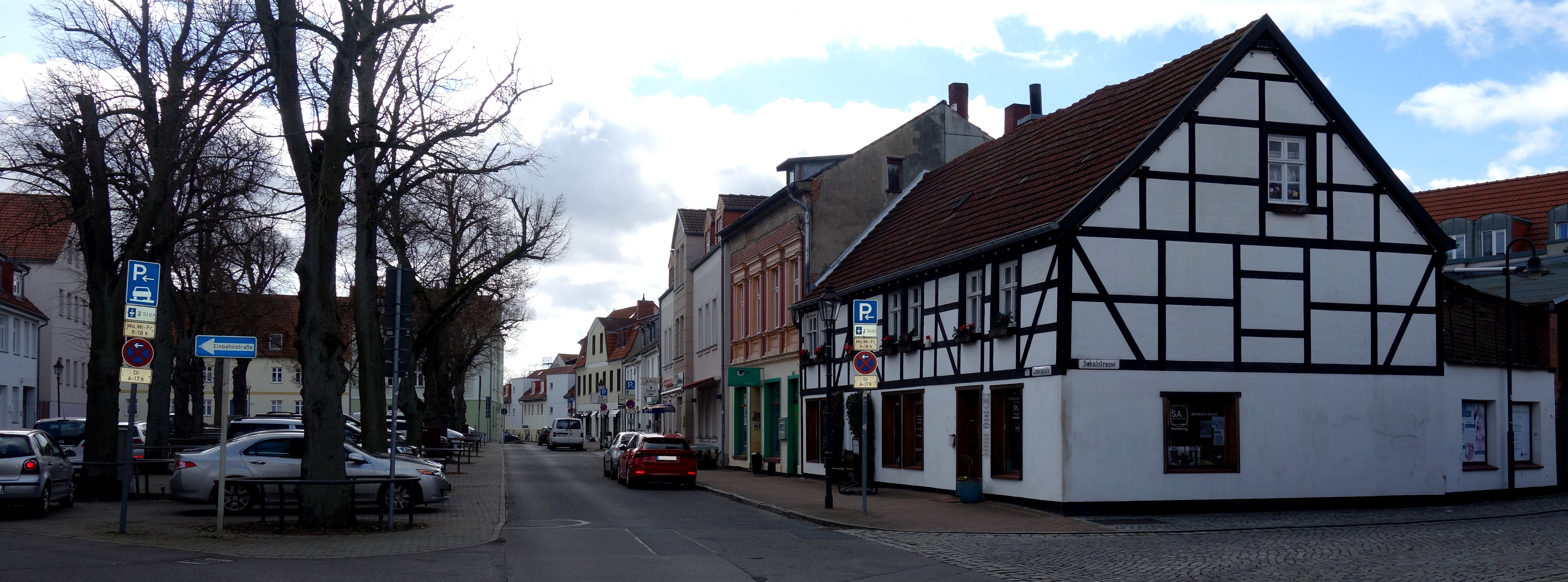
Lindenplatz

Spätestens um 1220 wurde eine Burg an der höchsten Stelle am Straussee gebaut, wahrscheinlich durch einen wettinischen Markgrafen. Daneben entstand eine Marktsiedlung mit der Kirche St. Nikolai am heutigen Lindenplatz. Die ältesten Dendrodaten von diesem Gebiet sind von etwa 1225 bekannt.
Um 1237 eroberten die Markgrafen von Brandenburg den Ort. Zum Jahr 1240 ist die älteste Erwähnung von Struzbergh erhalten, als die wettinischen Truppen bei einem Gegenfeldzug die Umgebung bis zur Stadt verwüsteten.

### Stadtentstehung

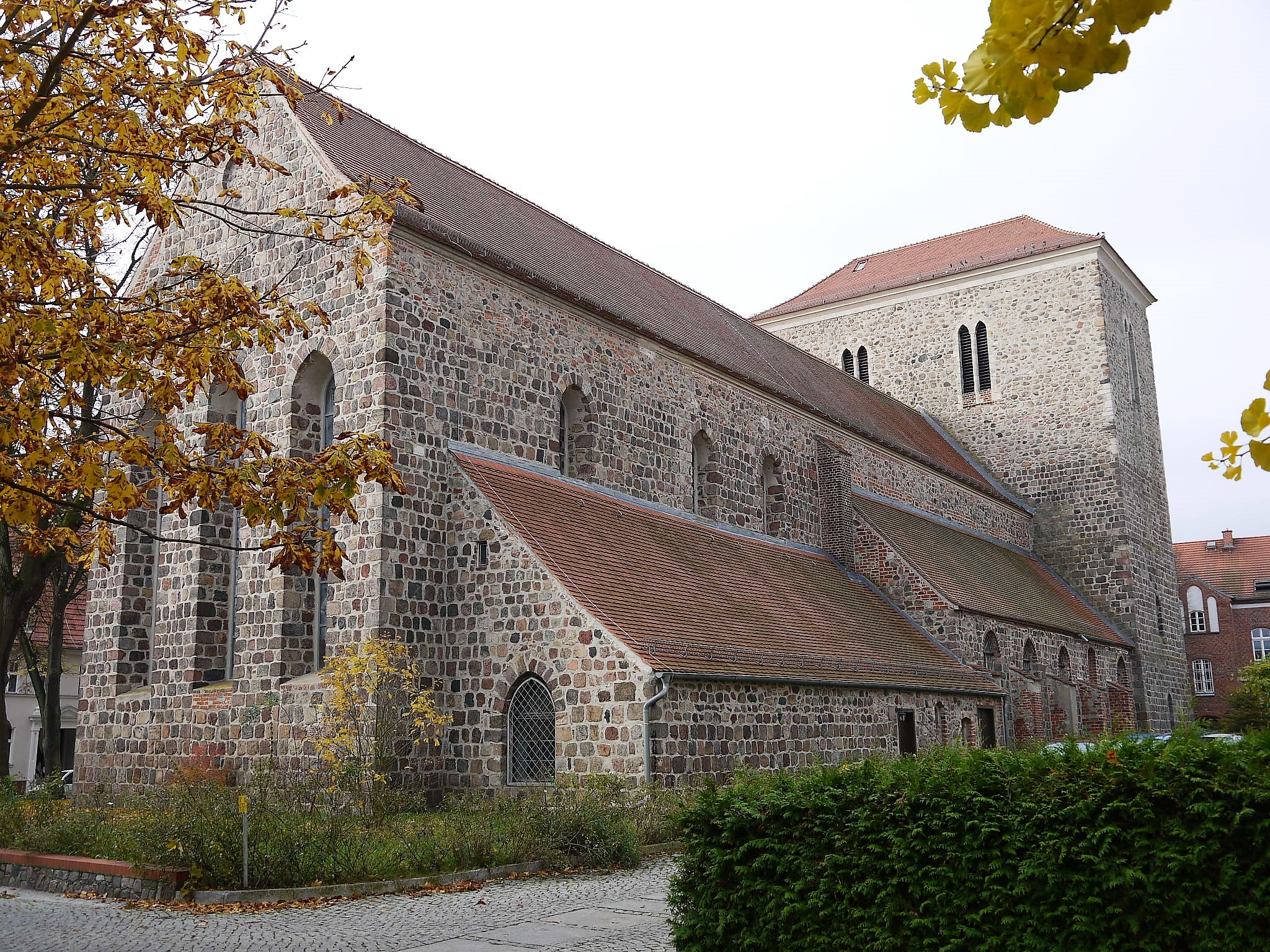
St. Marien, erbaut im 13. Jahrhundert

Ab etwa 1245 baute der brandenburgische Markgraf Otto III. den Ort aus. In dieser Zeit wurde wahrscheinlich die Marienkirche gegründet, die heute zu den größten erhaltenen Feldsteinkirchen in Brandenburg gehört.
Von 1247 ist die älteste Erwähnung als Struceberch in einer zeitgenössischen Urkunde erhalten.
Etwa in dieser Zeit verlieh der Markgraf Otto III. dem Ort das Stadtrecht der Altstadt Brandenburg.
Um 1252 wurde das Dominikanerkloster gegründet, was auf eine bestehende Stadt mit ausreichendem wirtschaftlichem Potential hinweist.
Ab 1254 wurde eine neue umfangreichere Stadtbefestigung errichtet. In diese wurde auch das Dorf Buchhorst einbezogen.

### 14. und 15. Jahrhundert

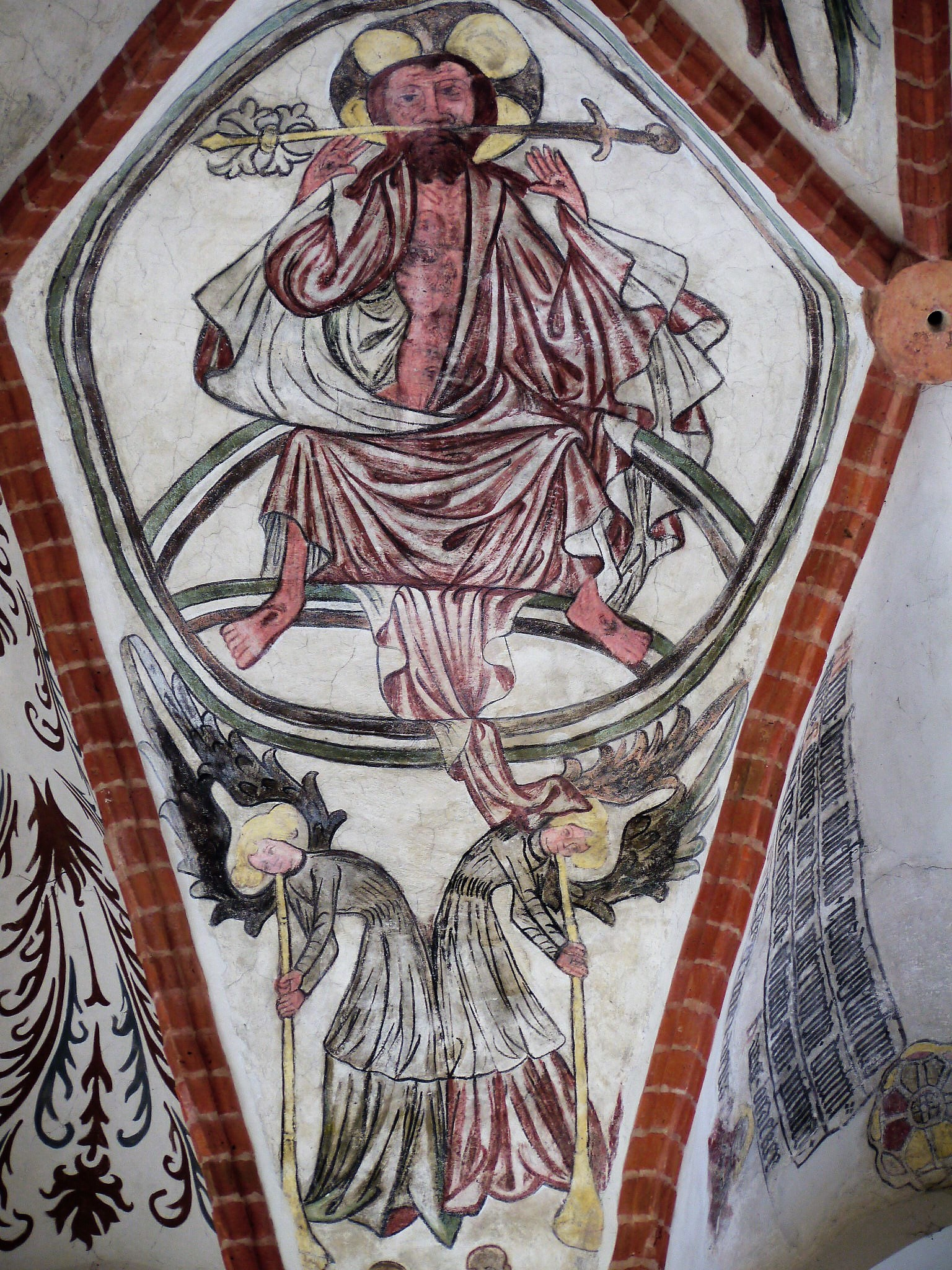
Fresken in der Marienkirche von 1448

Nach dem Aussterben der brandenburgischen Askanier 1319 geriet auch Strausberg unter wechselnde Landesherren.
Um 1320 wurde ein Georgenhospital vor dem Landsberger Tor für Kranke gegründet.
1339 wurde das erste Rathaus der Stadt erbaut. 1348 kam der Schwarze Tod (Pest) nach Strausberg.
1349 besetzten der falsche Waldemar und pommersche Truppen die Stadt. Herzog Ludwig der Ältere versuchte in den nächsten Jahren vergeblich, Strausberg wiederzugewinnen. Mit der Besetzung verlor Strausberg seine Rechtsbestätigung (Strausbergisches Recht). Erst 1354 erhielt Strausberg von Ludwig dem Römer alle seine Rechte und Güter zurück.
In den Jahren 1393 bis 1399 schloss Strausberg mit anderen Städten ein Schutz- und Trutzbündnis, um sich vor den Raubrittern zu schützen. Am 21. September 1402 wurde die Stadt von den Raubrittern von Quitzow und den Pommernherzögen eingenommen. 1432 wurde die Stadt von den Hussiten gestürmt und teilweise zerstört.

### 16. und 17. Jahrhundert

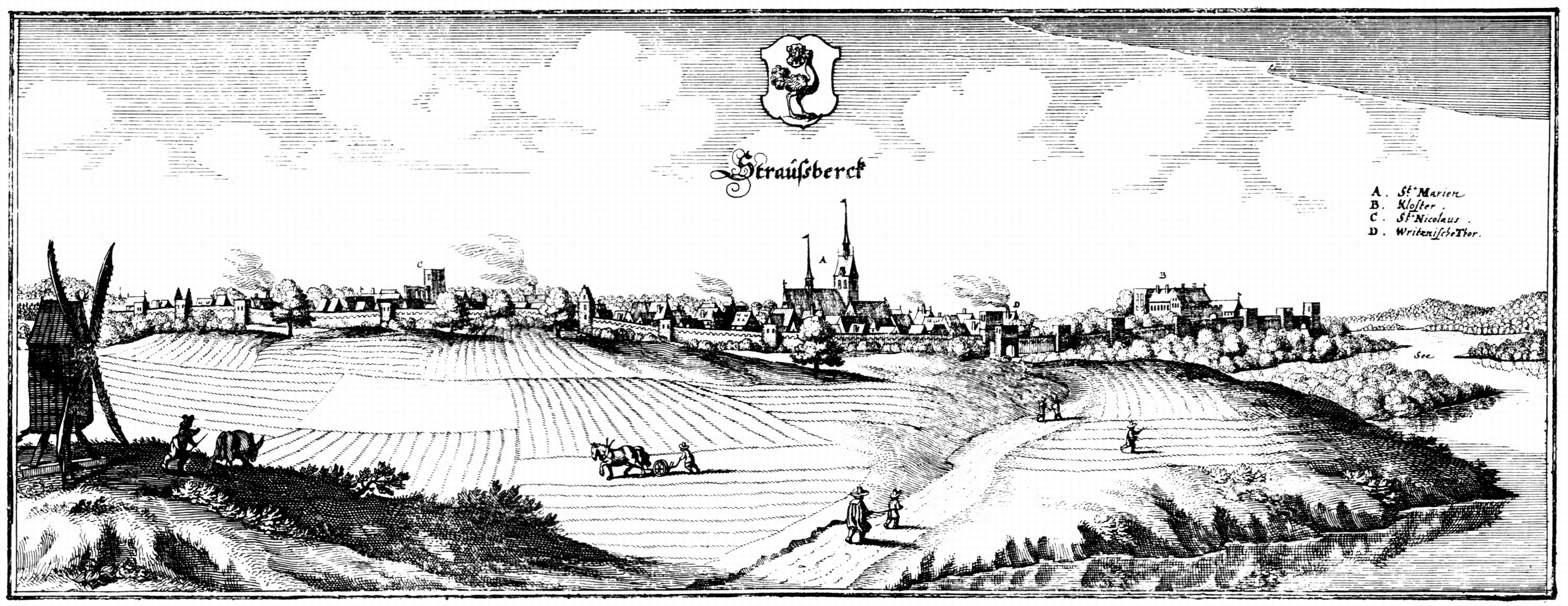
Strausberg, 1652

Von 1536 ist die älteste Stadtansicht von Stravsperg bekannt.
1541 wurde in der Stadt die Reformation eingeführt, was unter anderem zur Aufhebung des Dominikanerklosters führte. Seine Kostbarkeiten wurden durch den Landesherrn geplündert und die Grundstücke einem kurfürstlichen Rat überschrieben.
Zwischen 1549 und 1598 wütete die Pest mehrmals in Strausberg. Hunderte Bürger der Stadt, darunter auch der Pfarrer und märkische Chronist Andreas Engel, starben.
1626 und 1627 war der kaiserliche Heerführer Wallenstein mehrmals in Strausberg. 1631 machten die Schweden Strausberg zum Musterungsplatz, und viele Bürger folgten der Werbetrommel. Am 12. November 1633 wurde die Stadt von Kaiserlichen überfallen und geplündert, sodass 1638 nur noch 32 Bürgerfamilien in Strausberg lebten. 1643 forderte der Große Kurfürst die anderen Städte auf, sie mögen Strausberg vor dem Untergang schützen.

### 18. Jahrhundert

Plan der Gebäude der Klosteranlage (um 1747)

1714 begann die bis heute andauernde Militärgeschichte mit der Stationierung einer Kompanie, später von bis zu drei Kompanien des 23. Infanterieregimentes in Strausberg.
1772 wurde das Kloster zu einer Stadtschule umgestaltet. 1787 begann auf den Grundmauern des Klosters der Aufbau der Landarmenanstalt, die 1792 eröffnet wurde.

### 19. Jahrhundert

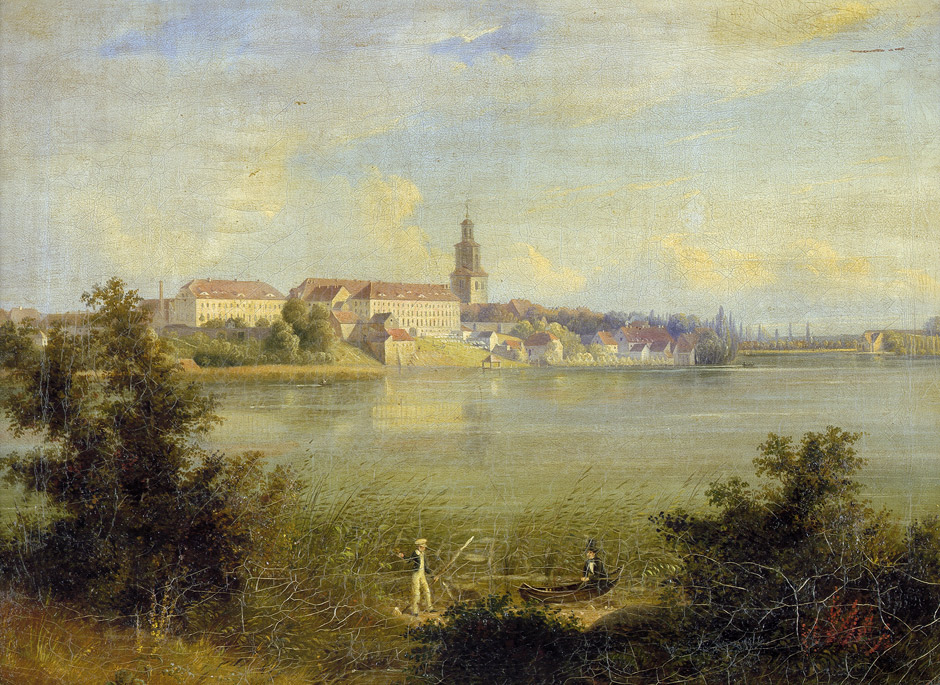
Strausberg, um 1839, von Carl Daniel Freydanck

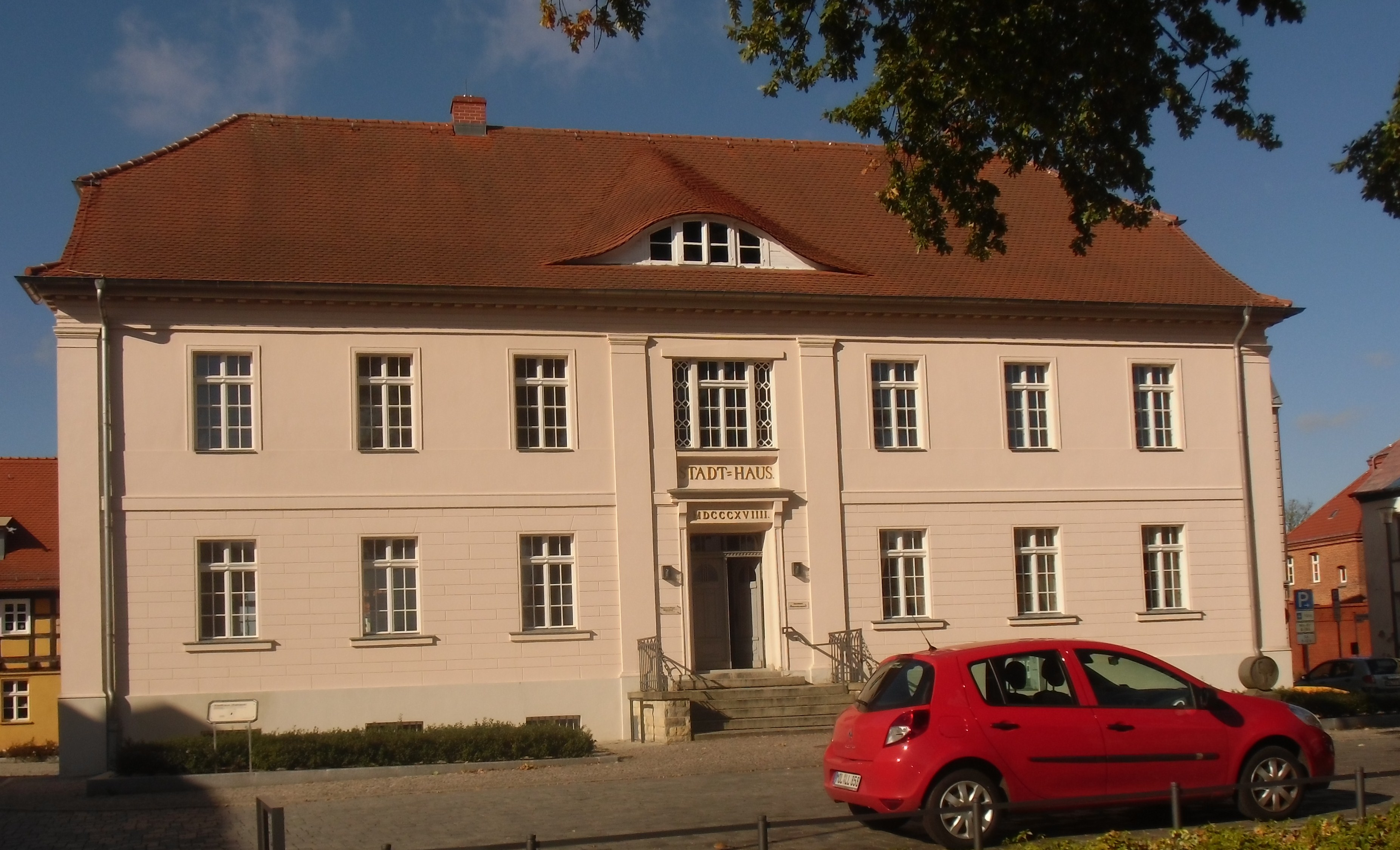
Altes Rathaus am Markt, 1819–1825 erbaut

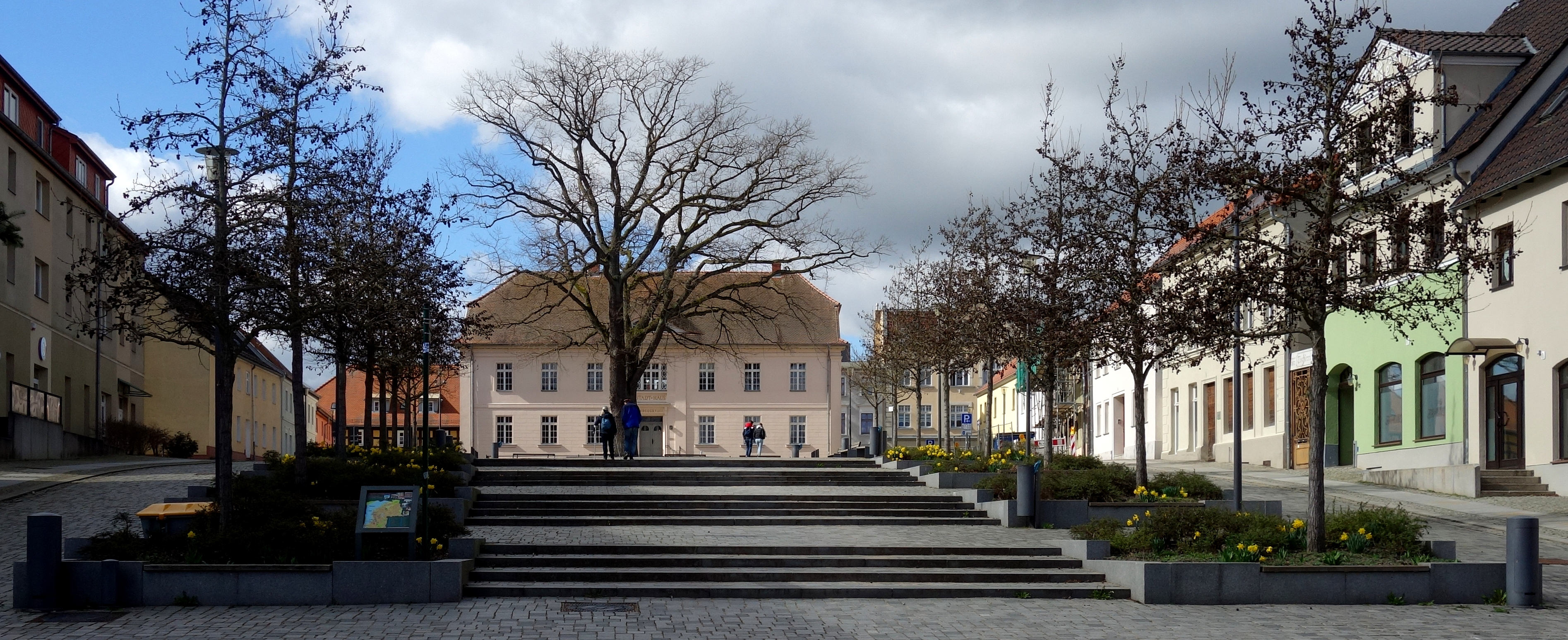
Markt mit Blick auf das Alte Rathaus

1805 wurde an der Südseite des Marktes das Rathaus bis auf die Fundamente und den Keller abgerissen. Der Beginn des Neubaus des Rathauses verzögerte sich auf Grund des Krieges gegen Napoleon. Ein Strausberger Bataillon rückte 1806 zum Krieg gegen Napoleon aus. Erst 1825 wurde das neue Rathaus im Stil des Klassizismus fertiggestellt.
1808 wurde die Stadtordnung in Strausberg eingeführt. Daraufhin durften die Bürger 1809 zum ersten Mal Stadtverordnete wählen. Diese gewählten Stadtverordneten wählten ihrerseits den Bürgermeister und die Magistratsmitglieder.
1817 erbaute die jüdische Gemeinde, deren Vorläufer bereits seit dem 14. Jahrhundert in der Stadt ansässig waren, ihre Synagoge.
1867 hielt auf dem Strausberger Bahnhof der erste Personenzug auf der Strecke Berlin–Küstrin. Am 1. Oktober wurde der Verkehr der Ostbahn dorthin eröffnet. Zwischen der Stadt und dem Bahnhof wurde die Verbindung durch private Fuhrunternehmer und die königliche Post hergestellt.
Im Jahre 1885 wurde das Amtsgerichtsgebäude, 1890 das Postamt erbaut. 1893 wurde die Strausberger Eisenbahn (damals noch Strausberger Kleinbahn) eröffnet. Seit 1894 gibt es auf dem Straussee die Strausseefähre, die seit 1914 mit elektrischer Niederspannung aus einer freigespannten Oberleitung betrieben wird.

### 1900 bis 1945

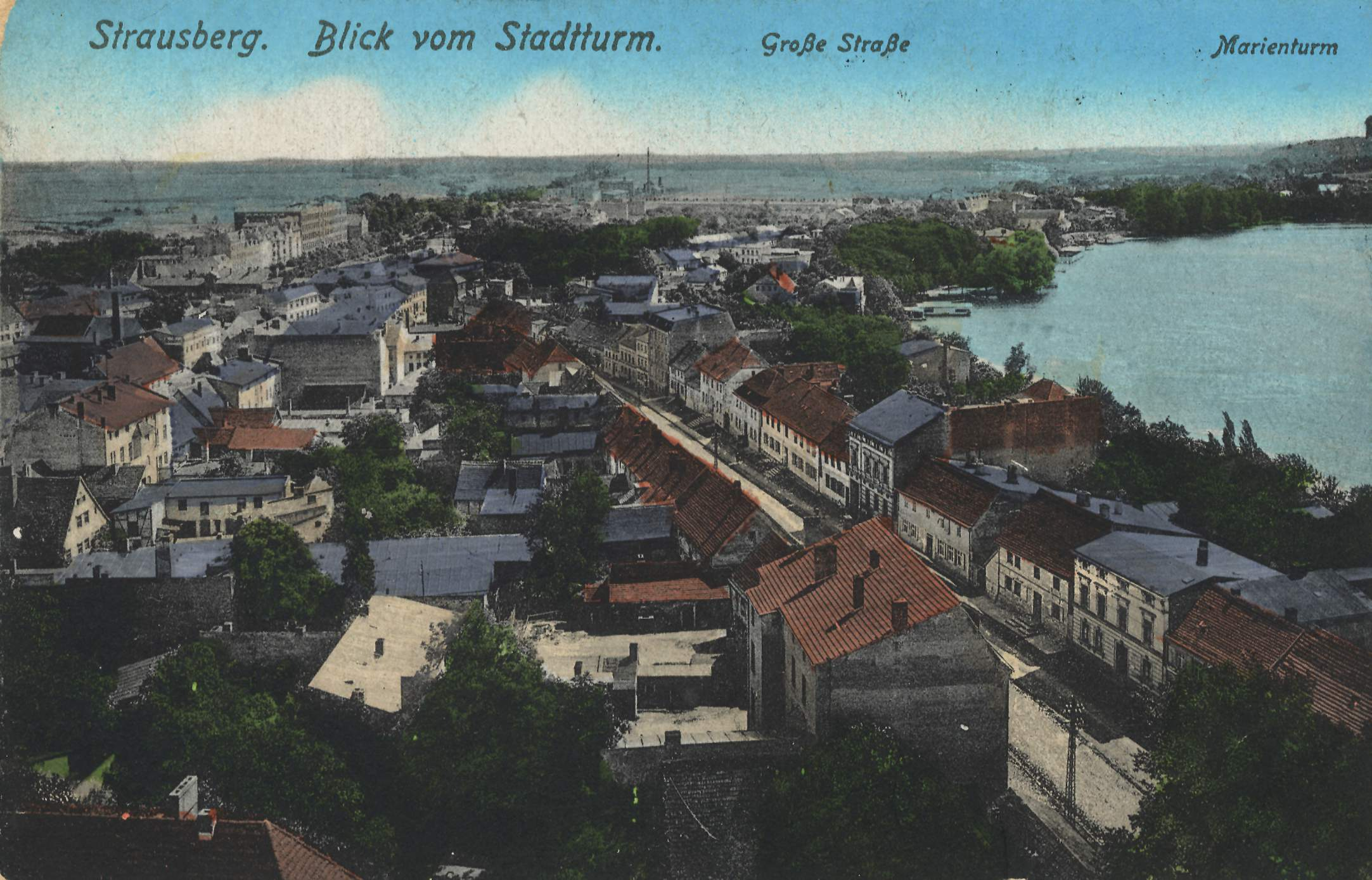
Strausberg, um 1900, kolorierte Ansichtskarte

1901 wurde das Schulhaus für die höhere Knabenschule erbaut, 1902 wurde die Volksbibliothek errichtet. 1904 wurde das Volksschulhaus in der Hegermühlenstraße erbaut, welches heute die Hegermühlen-Grundschule beherbergt. Das Heimatmuseum der Stadt Strausberg wurde 1908 gegründet.
1921 begann der elektrische Betrieb der heutigen Strausberger Eisenbahn GmbH. Am 27. Juni 1922 gab es in Strausberg einen Generalstreik wegen des Mordes an Außenminister Walther Rathenau.
Durch Zuwanderung hatte sich die Zahl der Katholiken in den 1920er Jahren auf ca. 1100 erhöht, so dass ein Kirchenbau dringlich wurde. In der Weinbergstraße wurde die St.-Josef-Kirche vom Diözesanbaumeister Carl Kühn erbaut und am 21. Oktober 1928 durch Weihbischof Josef Deitmer geweiht.
In der Zeit des Nationalsozialismus wurde die Synagoge in der Jungfernstraße nahe dem Müncheberger Tor von den Nationalsozialisten während der Novemberpogrome 1938 sowie der jüdische Friedhof an der Uferpromenade am Straussee in Verlängerung der Wallstraße zerstört. 1935 wurde eine Munitionsfabrik in der Hegermühlenstraße unter dem Namen Märkisches Walzwerk errichtet. Ein Jahr später begann der Bau eines Militärflugplatzes und einer Kaserne der Luftwaffe. Ab 1940 arbeiteten Zwangsarbeiter aus ganz Europa im Märkischen Walzwerk. Um 1944 waren es etwa 1500 Zwangsarbeiter und Kriegsgefangene. Ab 1941 verwaltete das Außenkommando KZ Sachsenhausen die Munitionsfabrik.

### 1945 bis 1990
Am 19. und 20. April 1945 flohen die meisten Bewohner aus Strausberg vor der herannahenden Roten Armee. Einen Tag später rückte das 32. Schützenkorps der Roten Armee in Strausberg ein. Bis Juli 1945 kehrten die meisten der geflohenen Bürger zurück.
Am 31. Oktober 1948 wurde die Berliner S-Bahn bis zum Bahnhof Strausberg verlängert. 1955 wurde eine neu gebaute Strecke nach Strausberg Nord in Betrieb genommen, ab 3. Juni 1956 elektrisch als S-Bahn betrieben.
1954 wurde der Hauptstab der Kasernierten Volkspolizei in Strausberg Nord, in der ehemaligen Kaserne des Fliegerhorstes der Wehrmacht (heute Von-Hardenberg-Kaserne), stationiert. Er wurde 1956 mit der Gründung der Nationalen Volksarmee (NVA) zum Ministerium für Nationale Verteidigung (MfNV) umgebildet. Mit der Umbildung einher ging die Schaffung einer Nachrichtenbetriebsabteilung, der späteren Hauptnachrichtenzentrale des MfNV.
1957 wurde in Strausberg das Kommando der Luftstreitkräfte/Luftverteidigung in der heutigen Barnim-Kaserne nahe dem Bahnhof Strausberg angesiedelt. In diesem Kasernenkomplex (ab 1967: Lambert-Horn-Kaserne) befand sich auch das NVA-Wachregiment Hugo Eberlein.
In Strausberg errichtete und unterhielt die Zementwerke Rüdersdorf für die Kinder seiner Betriebsangehörigen ein Kinder-Ferienlager.
1960 begann der verstärkte Wohnungsbau. 1985 feierten die Strausberger den 750. Geburtstag ihrer Stadt. Am 12. November 1989 demonstrierten 15.000 Bürger in Strausberg für mehr Demokratie.

### Seit 1990

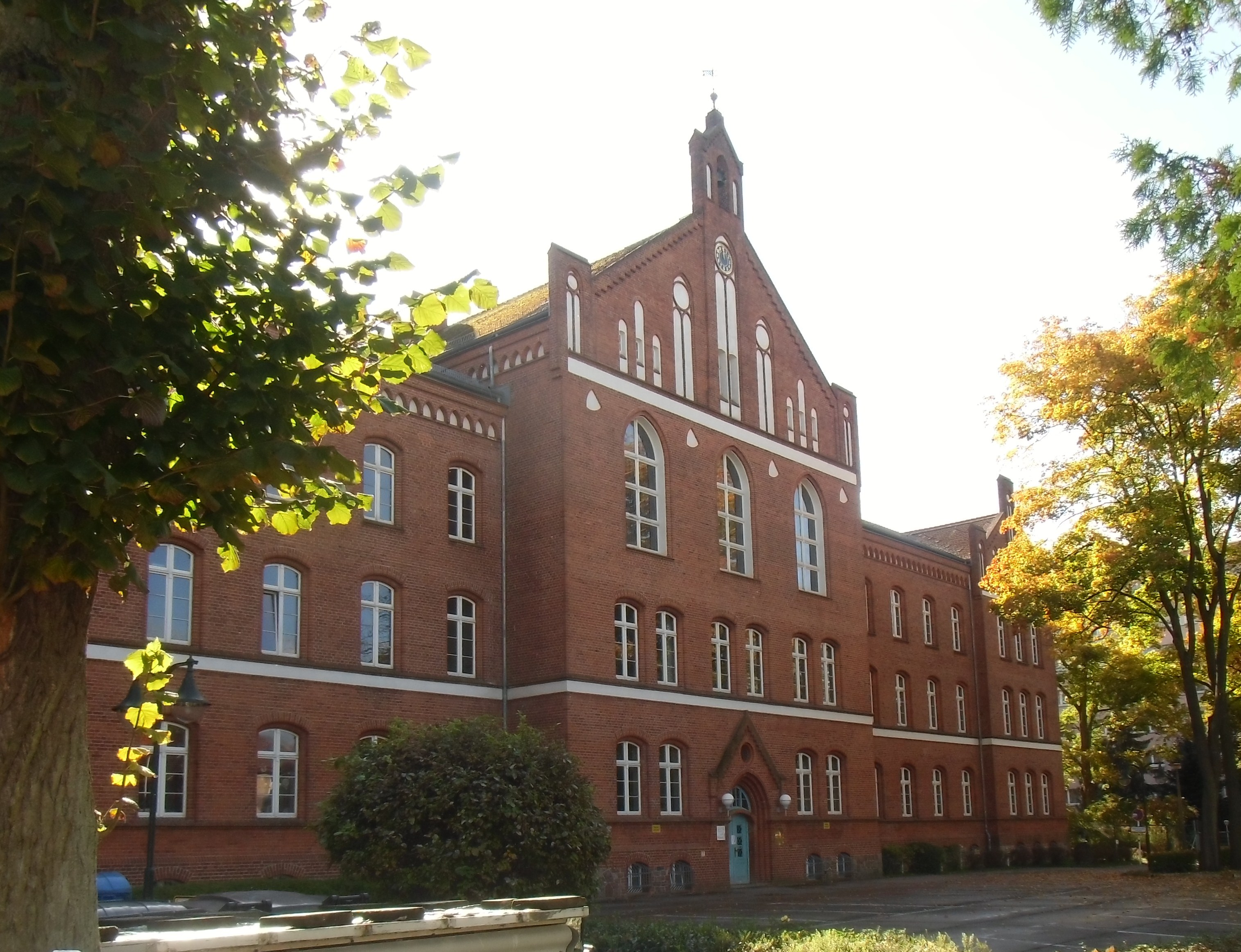
Oberstufenzentrum Strausberg

Mit der Kreisreform 1993 ging der Kreis Strausberg im neuen Landkreis Märkisch-Oderland mit der Kreisstadt Seelow auf. Hohenstein, Ruhlsdorf und Gladowshöhe wurden 1995 Stadtteile von Strausberg.
1990 wurde das MfNV aufgelöst, und es begann die Stationierung von Einheiten der Bundeswehr. Strausberg wurde vorübergehend Sitz des Bundeswehrkommandos Ost. 1994 verlegte die Bundeswehr ihre Akademie für Information und Kommunikation (AIK) von Waldbröl (NRW) nach Strausberg. Es folgte der Bereich 5 des Zentrums für Innere Führung und 1995 das Sozialwissenschaftliche Institut der Bundeswehr. Die Garnison der GSSD verabschiedete sich nach 49-jähriger Stationierung von den Bürgern der Stadt. 1998 wurde der Komplex der AIK um das Gebäude für die Militärbibliothek erweitert. 2001 schlossen die Bundeswehr und die Stadt Strausberg einen Patenschaftsvertrag.
Bis zur Auflösung der Wehrbereichsverwaltungen 2013 war Strausberg der Sitz der Wehrbereichsverwaltung Ost der Bundeswehr.

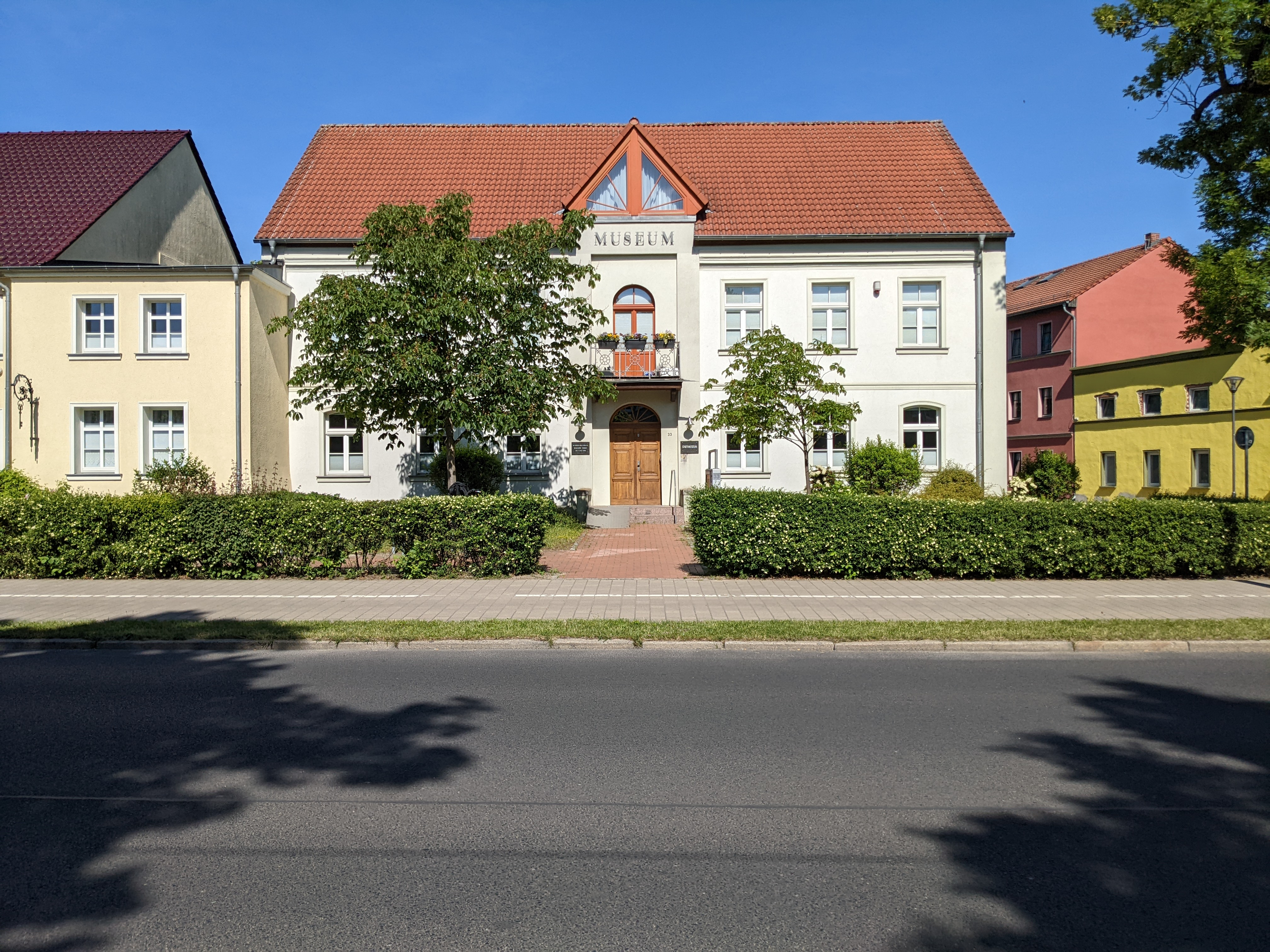
Heimatmuseum Strausberg

Nach dreijähriger Bauzeit wurde 1999 die grundlegende Sanierung der Großen Straße in der Altstadt abgeschlossen. Auch das Strausberger Heimatmuseum öffnete nach einem Umbau wieder seine Türen. Das klassizistische Stadthaus aus dem Jahr 1820 wurde nach seiner Sanierung im Jahr 2001 wiedereröffnet und dient unter anderem als Standesamt. An der Marienkirche wurde 2003 mit der Dachsanierung begonnen.
Auf dem Flugplatz wurde 2002 das neue Abfertigungsgebäude mit Tower fertiggestellt. Am 19. Juni 2008 wurde auf dem Flugplatz Strausberg das Flugplatzmuseum eröffnet. Es dokumentiert die Luftfahrtgeschichte in Strausberg.

### Verwaltungszugehörigkeit
Strausberg gehörte seit 1817 zum Landkreis Oberbarnim in der Provinz Brandenburg. 1952 wurde die Stadt Sitz des neu gebildeten Kreises Strausberg (bis 1990 im DDR-Bezirk Frankfurt (Oder), 1990–1993 im Land Brandenburg). Seit der Kreisreform 1993 liegt Strausberg im Landkreis Märkisch-Oderland.

## Bevölkerungsentwicklung
| Jahr | Einwohner |
| ---- | --------- |
| 1875 | 05 579    |
| 1890 | 06 703    |
| 1910 | 08 233    |
| 1925 | 09 295    |
| 1933 | 10 328    |
| 1939 | 11 674    |

| Jahr | Einwohner |
| ---- | --------- |
| 1946 | 09 716    |
| 1950 | 10 604    |
| 1964 | 17 688    |
| 1971 | 19 434    |
| 1981 | 24 483    |
| 1985 | 27 116    |

| Jahr | Einwohner |
| ---- | --------- |
| 1990 | 28 587    |
| 1995 | 27 312    |
| 2000 | 26 221    |
| 2005 | 26 533    |
| 2010 | 26 206    |
| 2015 | 26 213    |

| Jahr | Einwohner |
| ---- | --------- |
| 2020 | 26 939    |
| 2021 | 27 119    |
| 2022 | 27 057    |
| 2023 | 27 497    |
| 2024 | 27 719    |

Gebietsstand des jeweiligen Jahres, Einwohnerzahl: Stand 31. Dezember (ab 1991),, ab 2011 auf Basis des Zensus 2011, ab 2022 auf Basis des Zensus 2022

## Politik

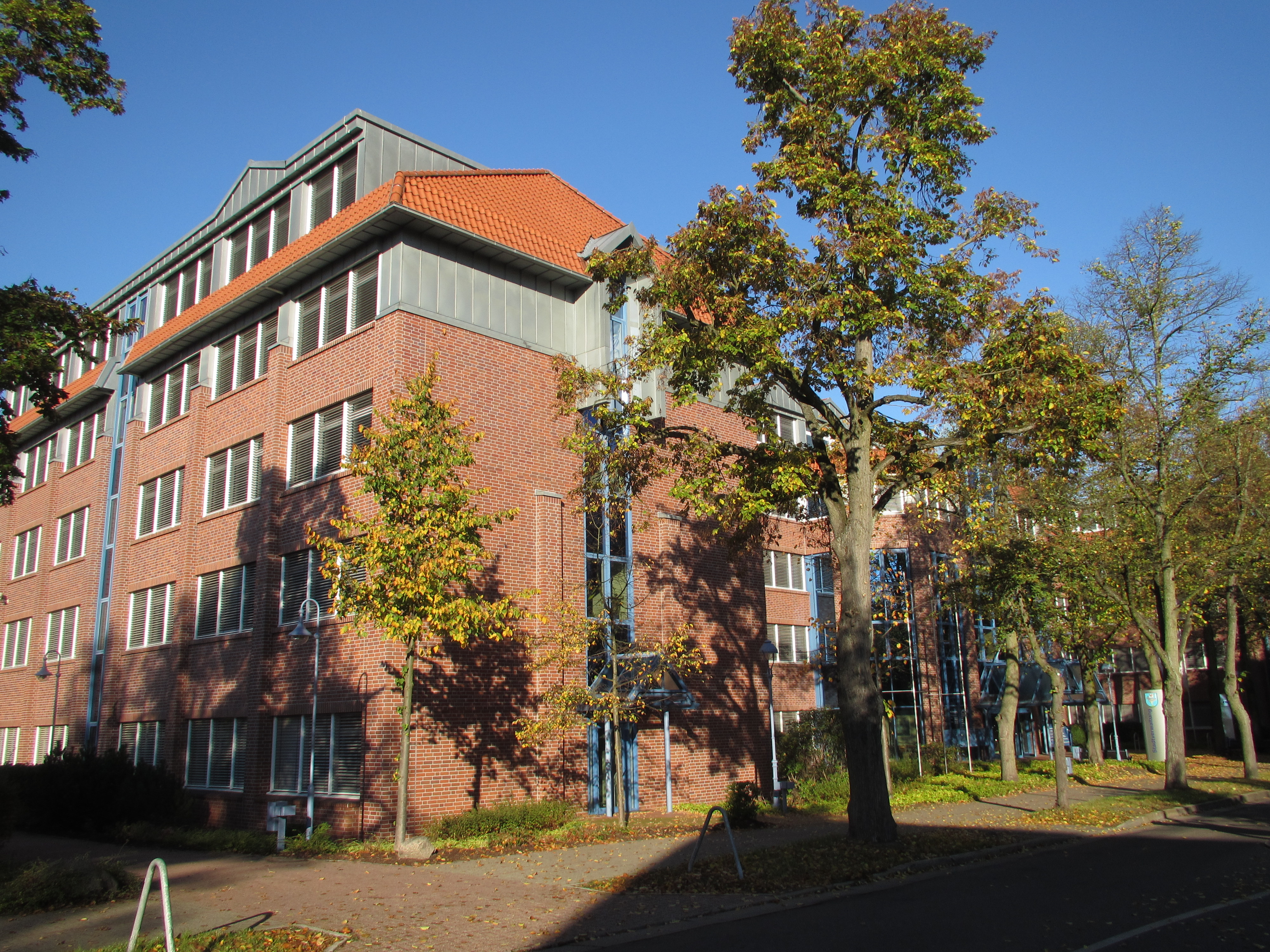
Sitz der Stadtverwaltung in der Hegermühlenstraße

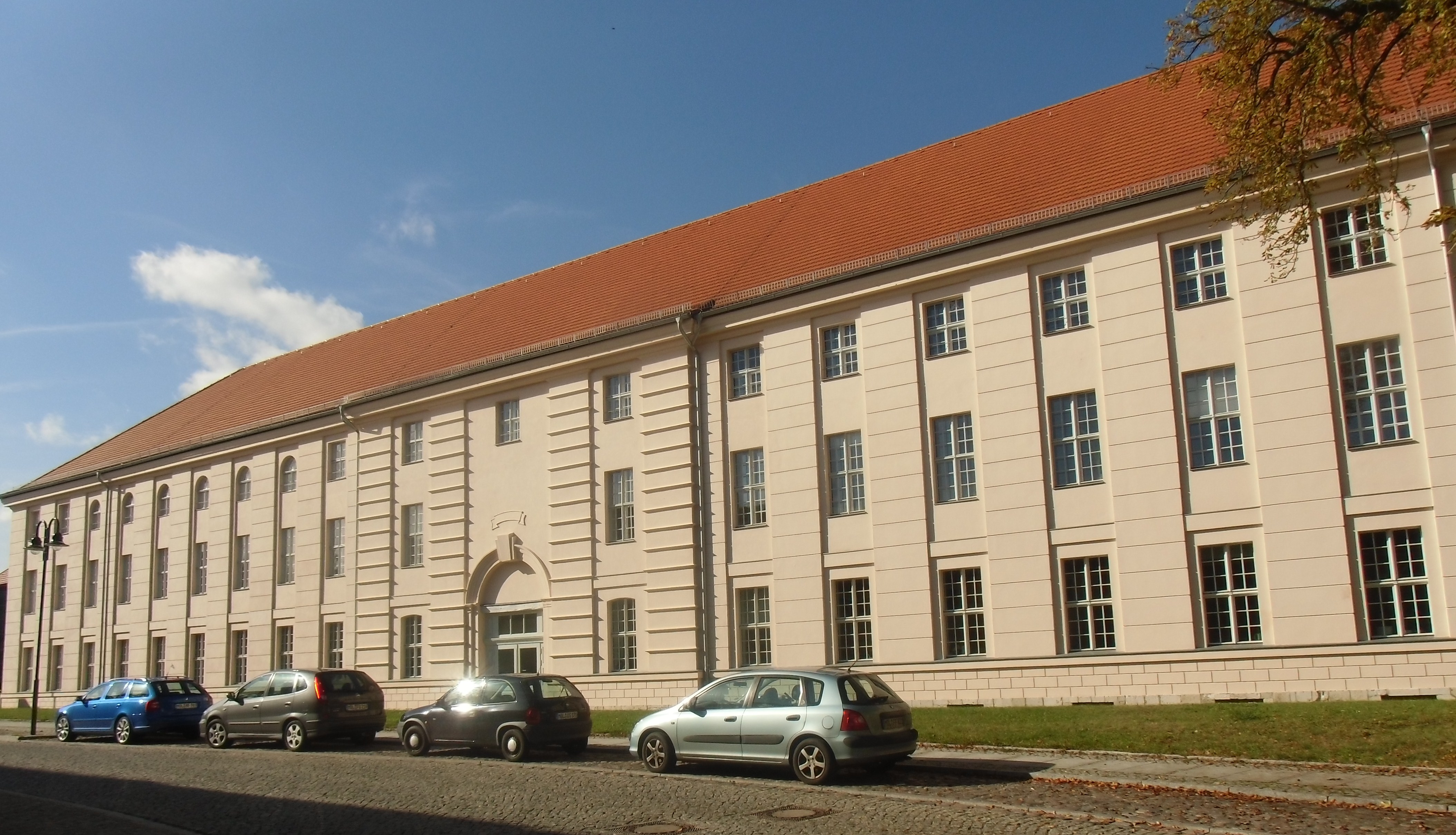
Landratsamt im ehemaligen Landarmen- und Militärinvalidenhaus in der Klosterstraße

### Stadtverordnetenversammlung
Die Stadtverordnetenversammlung Strausbergs besteht aus 32 Stadtverordneten und der hauptamtlichen Bürgermeisterin. Die Kommunalwahl am 9. Juni 2024 führte bei einer Wahlbeteiligung von 62,9 % zu folgendem Ergebnis:
| Partei / Wählergruppe                                         | Stimmenanteil 2019 | Sitze 2019 |  | Stimmenanteil 2024 | Sitze 2024 |
| ------------------------------------------------------------- | ------------------ | ---------- |  | ------------------ | ---------- |
| AfD                                                           | 13,2 %             | 4          |  | 23,9 %             | 8          |
| Die Linke                                                     | 25,4 %             | 8          |  | 16,5 %             | 5          |
| Unabhängige und freie Wählergemeinschaft Pro Strausberg (UfW) | 13,9 %             | 4          |  | 12,9 %             | 4          |
| SPD                                                           | 12,6 %             | 4          |  | 12,1 %             | 4          |
| CDU                                                           | 10,7 %             | 4          |  | 11,1 %             | 3          |
| BVB / Freie Wähler Strausberg                                 | 04,0 %             | 1          |  | 07,3 %             | 2          |
| Bündnis 90/Die Grünen                                         | 06,7 %             | 2          |  | 05,0 %             | 2          |
| FDP                                                           | 04,9 %             | 2          |  | 04,9 %             | 2          |
| Einzelbewerber Jens Knoblich                                  | –                  | –          |  | 02,5 %             | 1          |
| Einzelbewerber Enrico Nickel                                  | –                  | –          |  | 02,4 %             | 1          |
| Einzelbewerber Daniel Krebs                                   | –                  | –          |  | 00,9 %             | –          |
| Einzelbewerber René Krone                                     | –                  | –          |  | 00,4 %             | –          |
| Deine Wahl – Bürger für eine lebenswerte Stadt Strausberg     | 04,8 %             | 2          |  | –                  | –          |
| Die PARTEI                                                    | 03,7 %             | 1          |  | –                  | –          |
| Insgesamt                                                     | 100 %              | 32         |  | 100 %              | 32         |

### Bürgermeister
- 1990–2002: Jürgen Schmitz (SPD/parteilos)
- 2002–2010: Hans Peter Thierfeld (parteilos)
- ab 2010: Elke Stadeler (parteilos)[19]

Stadeler wurde in der Bürgermeisterstichwahl am 11. März 2018 mit 53,8 % der gültige Stimmen für eine weitere Amtsdauer von acht Jahren in ihrem Amt bestätigt.

### Wappen
| Wappen von Straußberg | Blasonierung: „In Blau über grünem Dreiberg ein nach links gewendeter, widersehender, golden bewehrter silberner Strauß, über dessen Rücken ein silberner, mit einem golden bewehrten roten Adler belegter Schild schwebt.“ |
| Wappen von Straußberg | Wappenbegründung: Es wird vermutet, dass die Form des Straussees zur Namensgebung der Stadt und zur Wahl als Wappentier beigetragen hat. Der am alten Stadtkern angrenzende See hat die längliche, schmale Form einer Bohne. Das slawische strutch (deutsch ‚Schote‘) hat eine phonetische Ähnlichkeit zum deutschen Wort ‚Strauß‘. Es handelt sich bei der Festlegung des Wappentieres um eine Volksetymologie, ein sogenanntes „redendes Wappen“. Das Wappen entstammt dem ältesten Stadtsiegel von 1309, bei dem der Strauß ein Hufeisen im Schnabel hält. Zu Beginn des 15. Jahrhunderts musste Straußberg als Zeichen seiner Abhängigkeit vom Landesherren im Stadtsiegel noch den brandenburgischen Adler aufnehmen, den der Strauß von nun an anstelle des Hufeisens in einem Wappenschild im Schnabel zu tragen hatte. Nachdem der Adler nach 1945 zwischenzeitlich entfernt wurde, nahm das Wappen seine heutige Gestalt an, indem der Adlerschild jetzt über dem Strauß schwebt. Das Wappen wurde am 26. Januar 1994 durch das Ministerium des Innern genehmigt. |

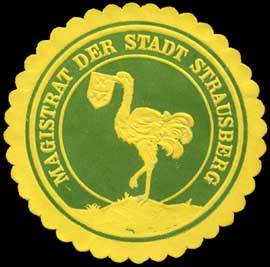
Siegelmarke des Magistrats der Stadt Strausberg, um 1920?

Das Straußenwappen wurde auch im Verbandsabzeichen des in Strausberg ansässigen IV. Bataillons des Luftwaffenausbildungsregiments geführt.

### Dienstsiegel
Das Dienstsiegel zeigt das Wappen der Stadt mit der Umschrift STADT STRAUSBERG • LANDKREIS MÄRKISCH-ODERLAND.

### Partnerschaften
Städtepartnerschaften
- Dębno (Neudamm) – Polen (seit 1978)
- Frankenthal – Deutschland (seit 16. Oktober 1990)
- Terezín (Theresienstadt) – Tschechien (seit 1998)

Sonstige Partnerschaften
- Bundeswehr am Standort Von-Hardenberg-Kaserne (seit 11. Januar 2001)
- Hertha BSC

## Sehenswürdigkeiten und Kultur

### Bauwerke

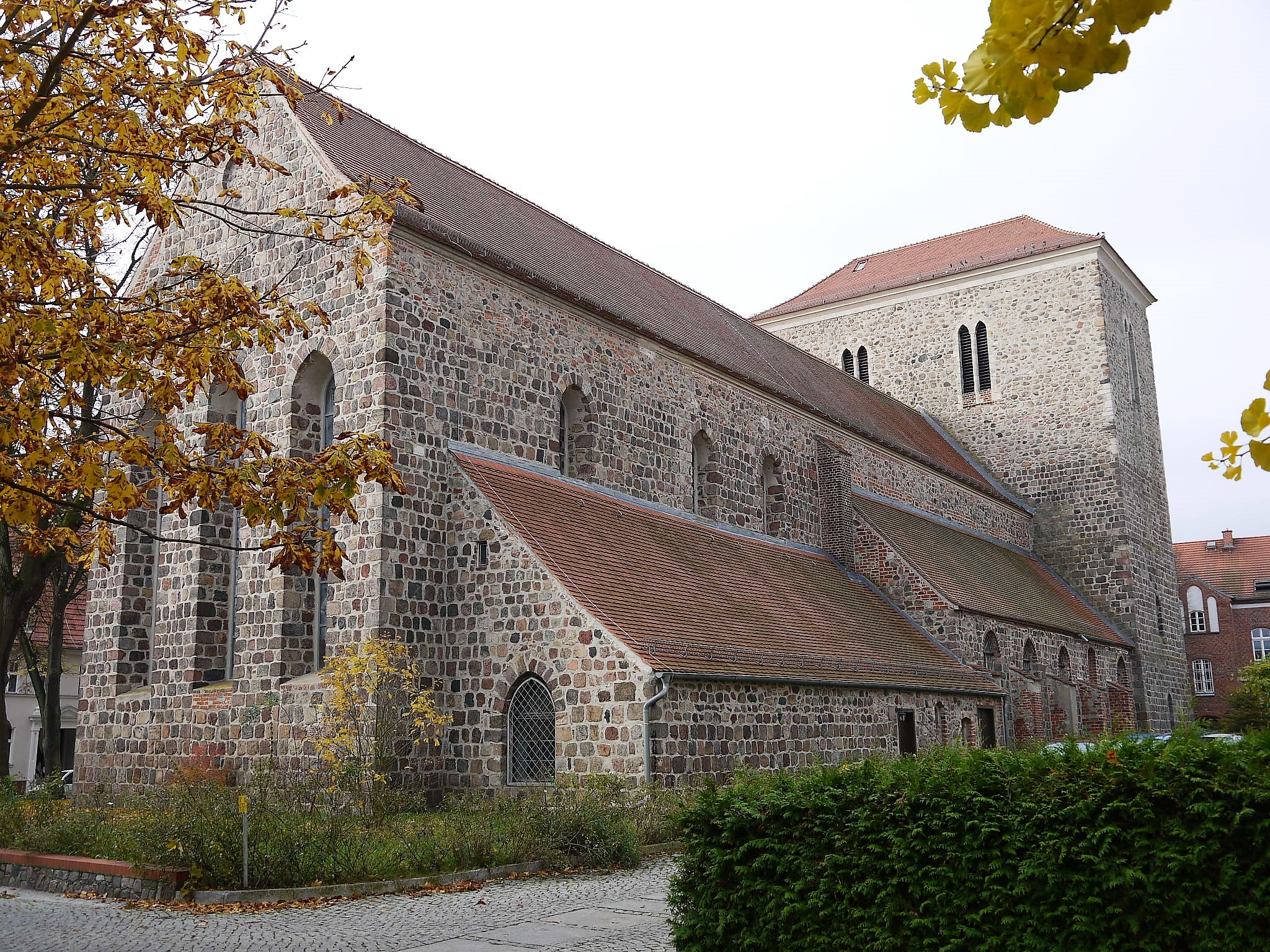
St.-Marien-Kirche

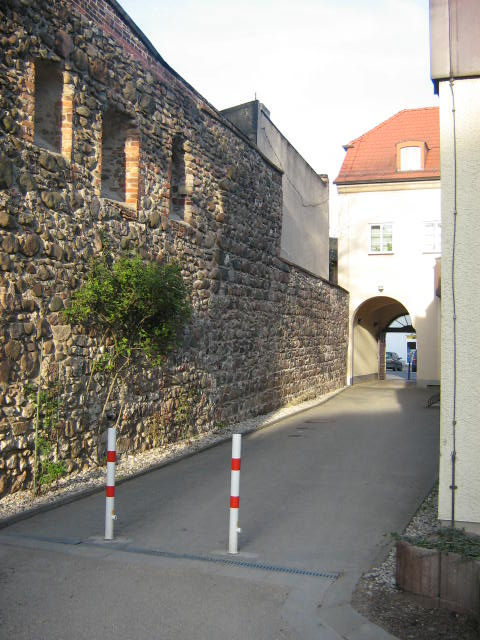
Stadtmauer

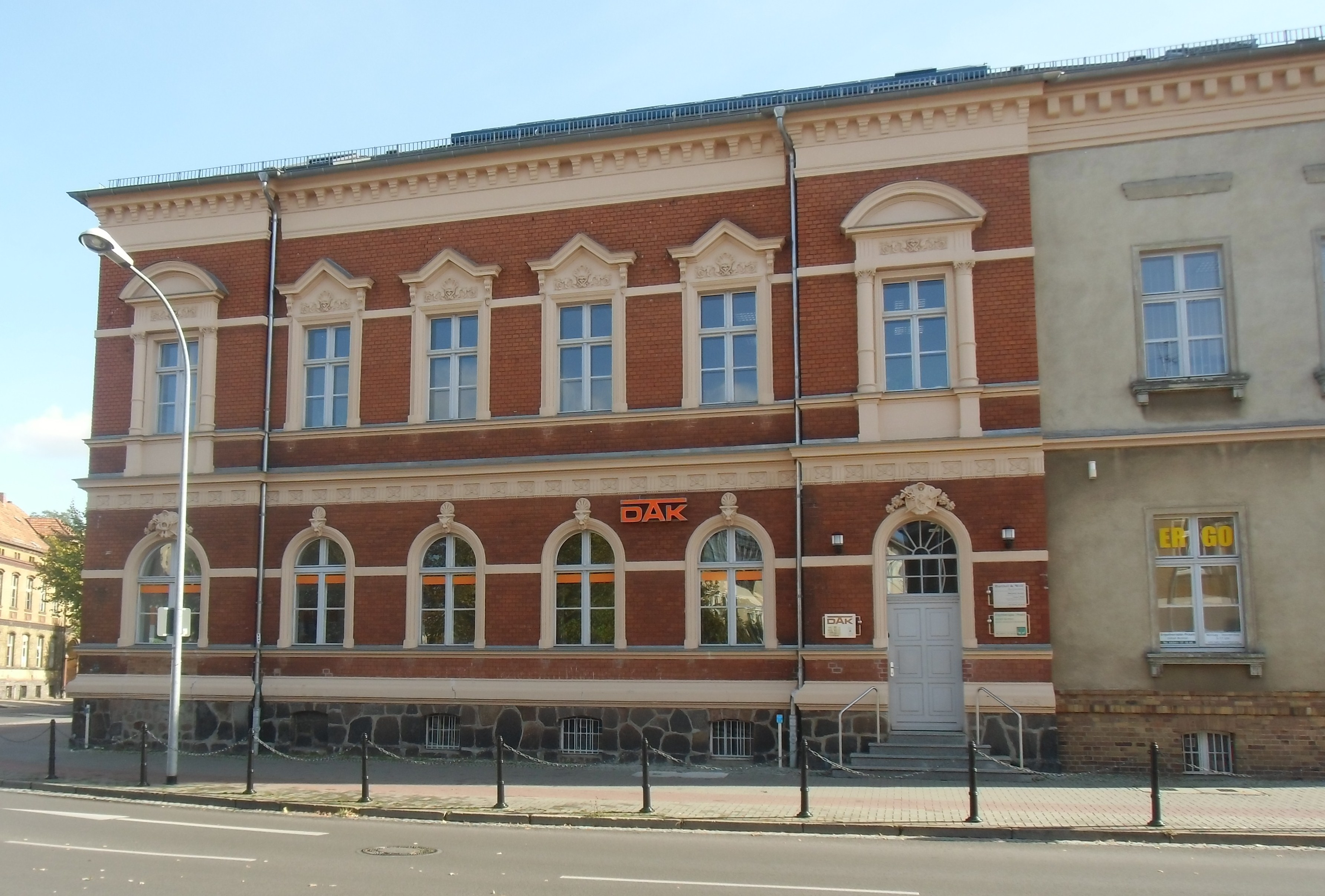
Alte Post

In Strausberg gibt es einige historische Bauwerke.
- Stadtpfarrkirche St. Marien, erbaut um 1250, dreischiffige, aus Feldsteinen erbaute frühgotische Pfeilerbasilika. Sie  zählt zu den größten erhaltenen Kirchen des 13. Jahrhunderts in der Mark Brandenburg.

- Stadtmauer, 13.–15. Jahrhundert, war ursprünglich 1600 Meter lang und aus Feldsteinen gebaut. Sie besaß 24 Wikhäuser.
- Rathaus, 1825 erbaut
- Kirche St. Josef, 1928 geweiht, römisch-katholische Kirche im Stil der Heimatschutzarchitektur, mit einer zeitgenössischen Ausstattung, sowie einer Sauer-Orgel.
- Die Städtische Badeanstalt Strausberg ist ein historisches Freibad von 1925, das jedoch seit 2019 wegen zu niedrigem Wasserstand nicht mehr geöffnet werden konnte.[25][26] Städtische Badeanstalt Strausberg
- Alte Post

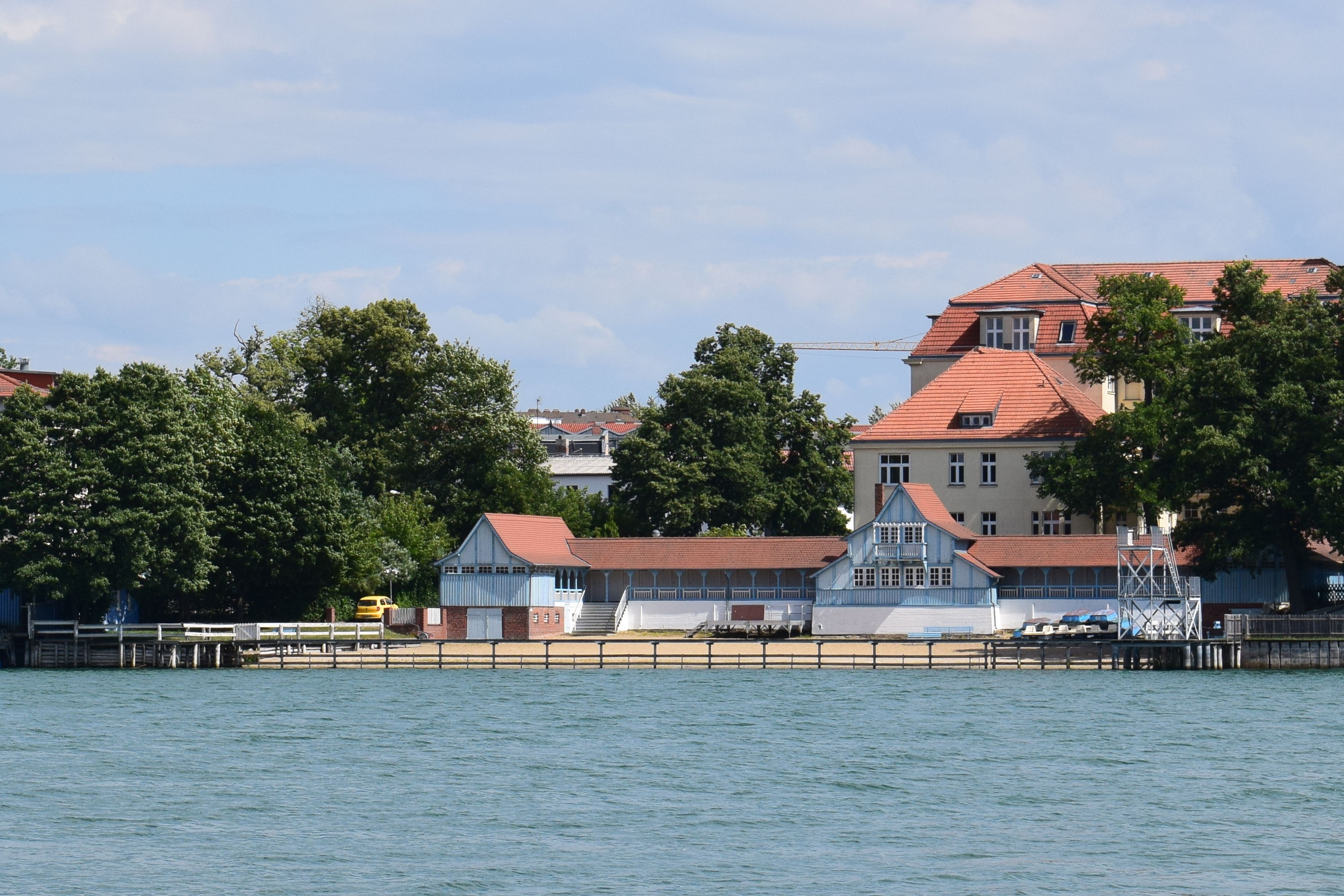
Städtische Badeanstalt Strausberg

- Dorfkirche Hohenstein ist eine Chorquadratkirche aus dem 13. Jahrhundert.

### Denkmale und Gedenktafeln
- kunstvoll gestaltete Straußmodelle in der Stadt, vergleichbar den Berliner Bären und Ulmer Spatzen.
- Statue „Roter Matrose“, zur Erinnerung an den Kieler Matrosenaufstand (1918) während der Novemberrevolution.
- Mahnmal für die Opfer des Faschismus (OdF) von 1967 auf dem Hof des Elisabeth-Seniorenzentrum Dietrich Bonhoeffer, Wriezener Straße 1a, vorher auf dem Pestalozziplatz. Wurde 1972 mit einer Gedenkwand ergänzt, sowie 1980 mit einem Wandbild  gemalt von Josef Rogmann, das die Verbindung zwischen antifaschistischem Widerstandskampf und der DDR-Gesellschaft darstellen sollte.
- Gedenktafel von 1988 zur Erinnerung an die Opfer der Shoa an der Mauer des ehemaligen jüdischen Friedhofs
- Denkmal von 1992  für den Komponisten und Kirchenmusiker Hugo Distler, der vor seiner Einberufung zur Wehrmacht 1942 in den Freitod ging, in der Predigerstraße an der Marienkirche
- Leninstele: Die Stele mit Relief von Axel Schulz wurde im April 1970 eingeweiht. Sie zeigt Lenin als Hauptfigur in einer Versammlung zur Vorbereitung der Oktoberrevolution.[27]
- Nicht mehr vorhandene „Stele der Solidarität“ von Josef Rogmann im ehemaligen Park der Solidarität in Strausberg Nord
- Gedenkstele für Hans-Georg Jakobson in Strausberg in Vorstadt (Bahnhofsvorplatz), Einweihung am 28. Juli 2024

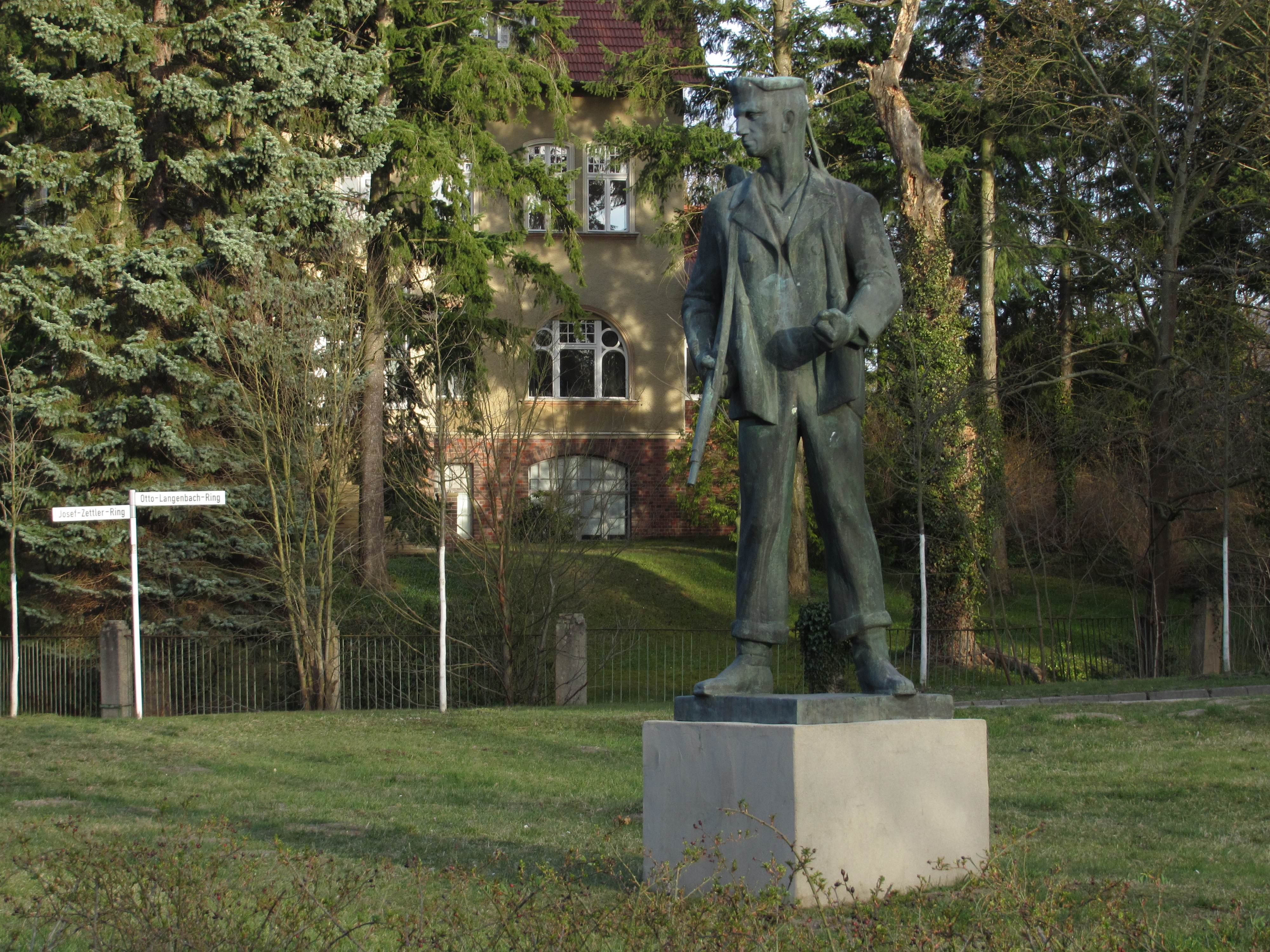
„Roter Matrose“ (Hans Kies)
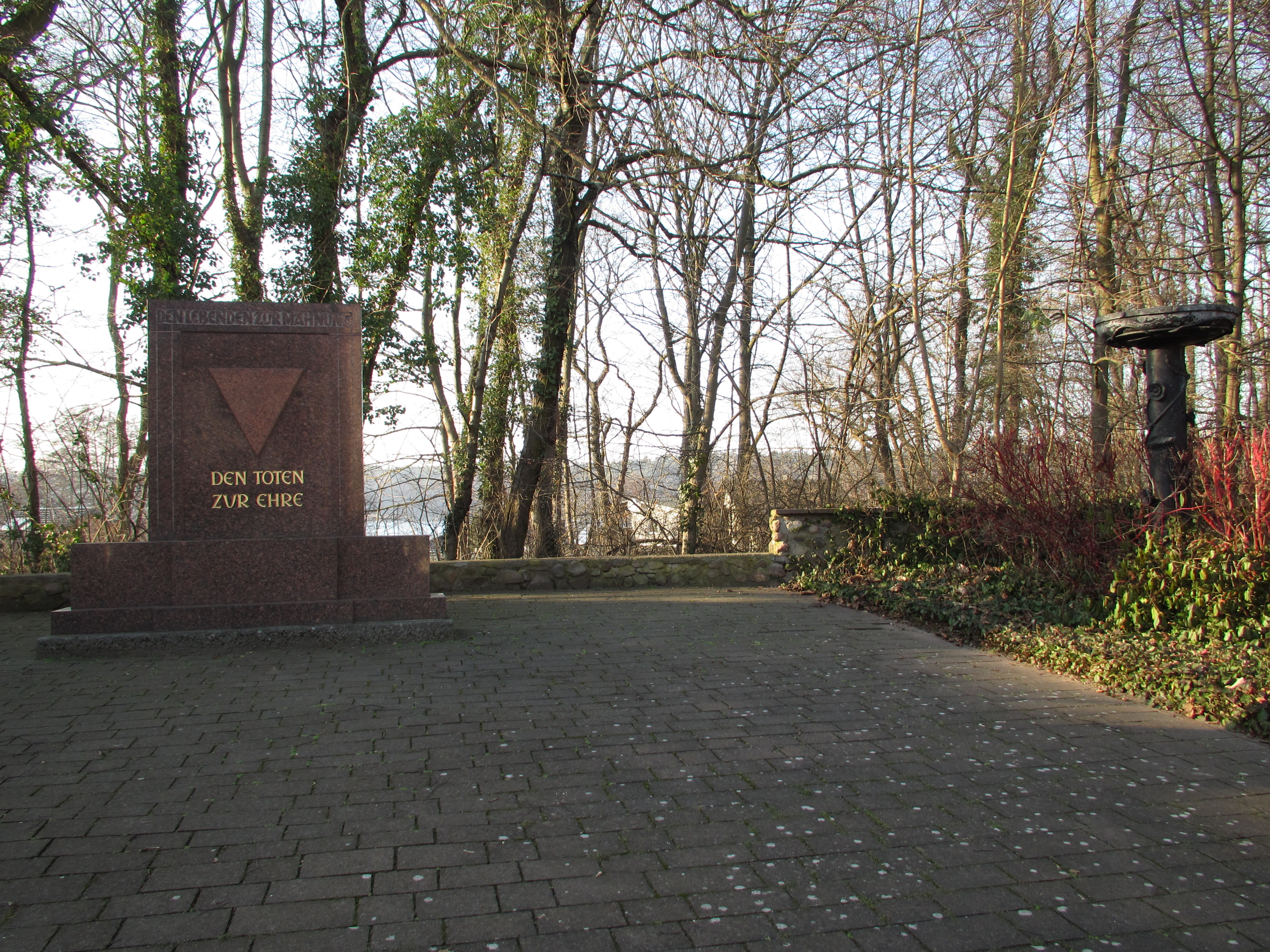
Mahnmal für die Opfer des Faschismus (OdF)
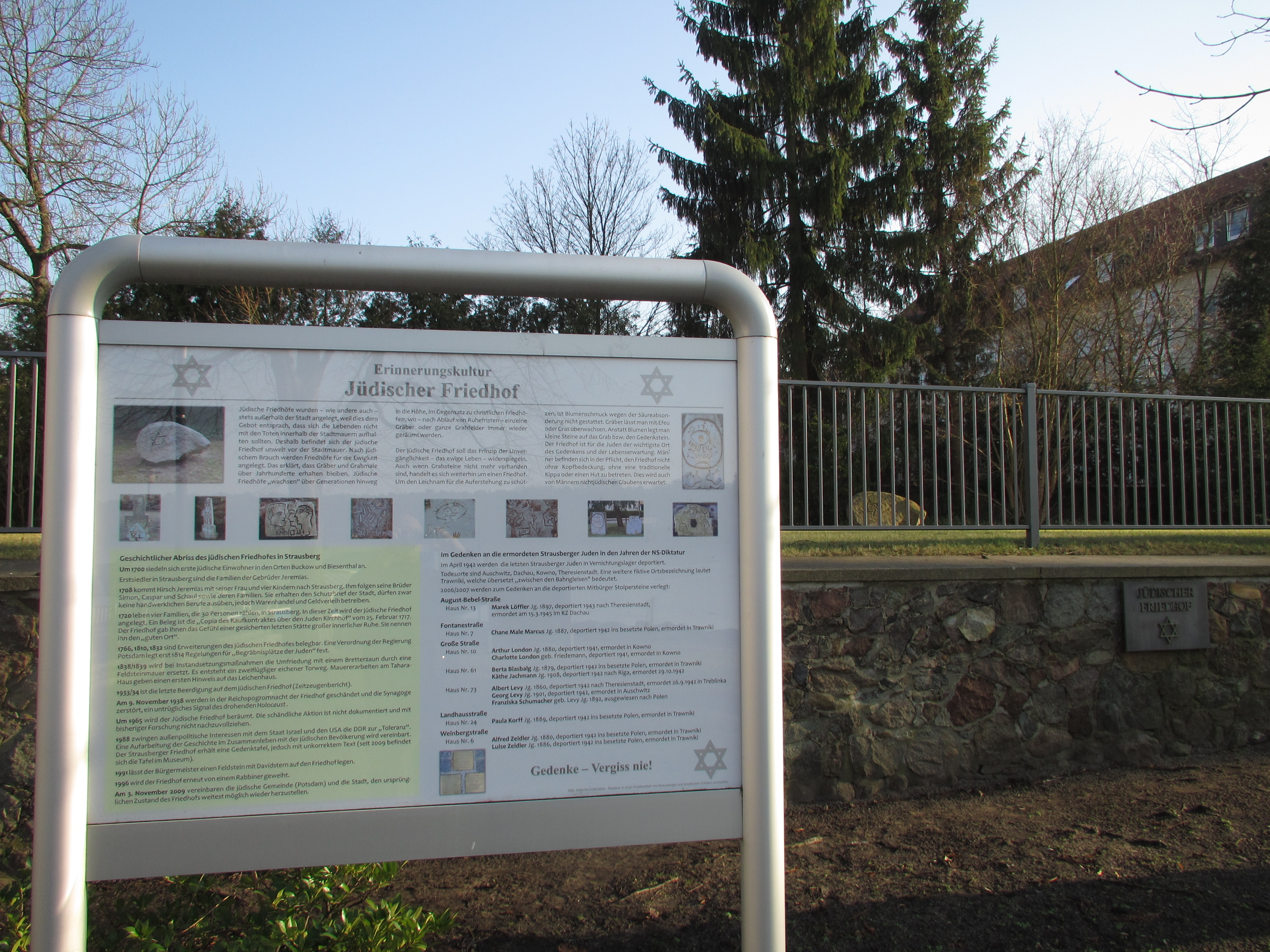
Jüdischer Friedhof
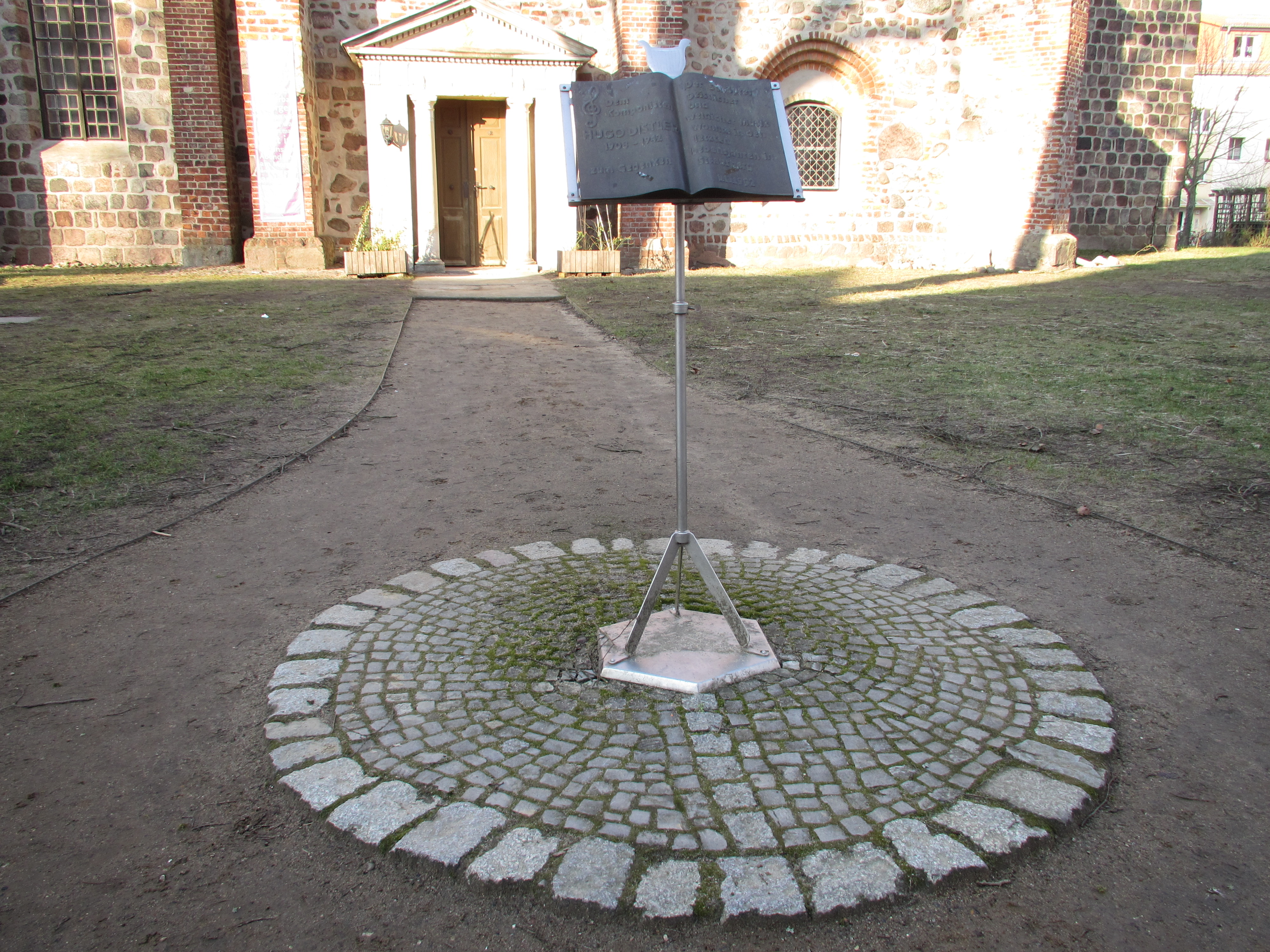
Hugo-Distler-Denkmal
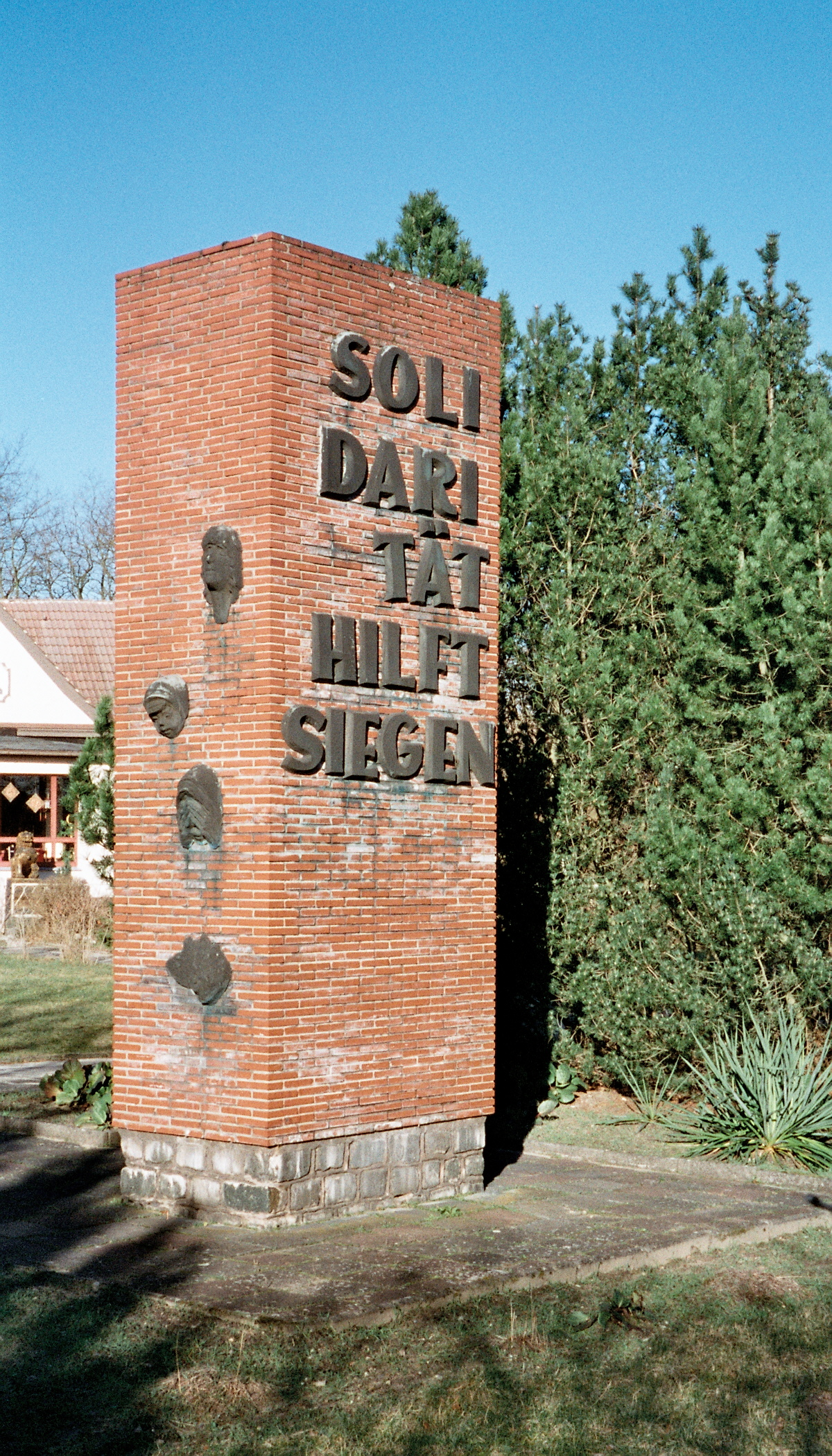
Stele der Solidarität (Josef Rogmann)
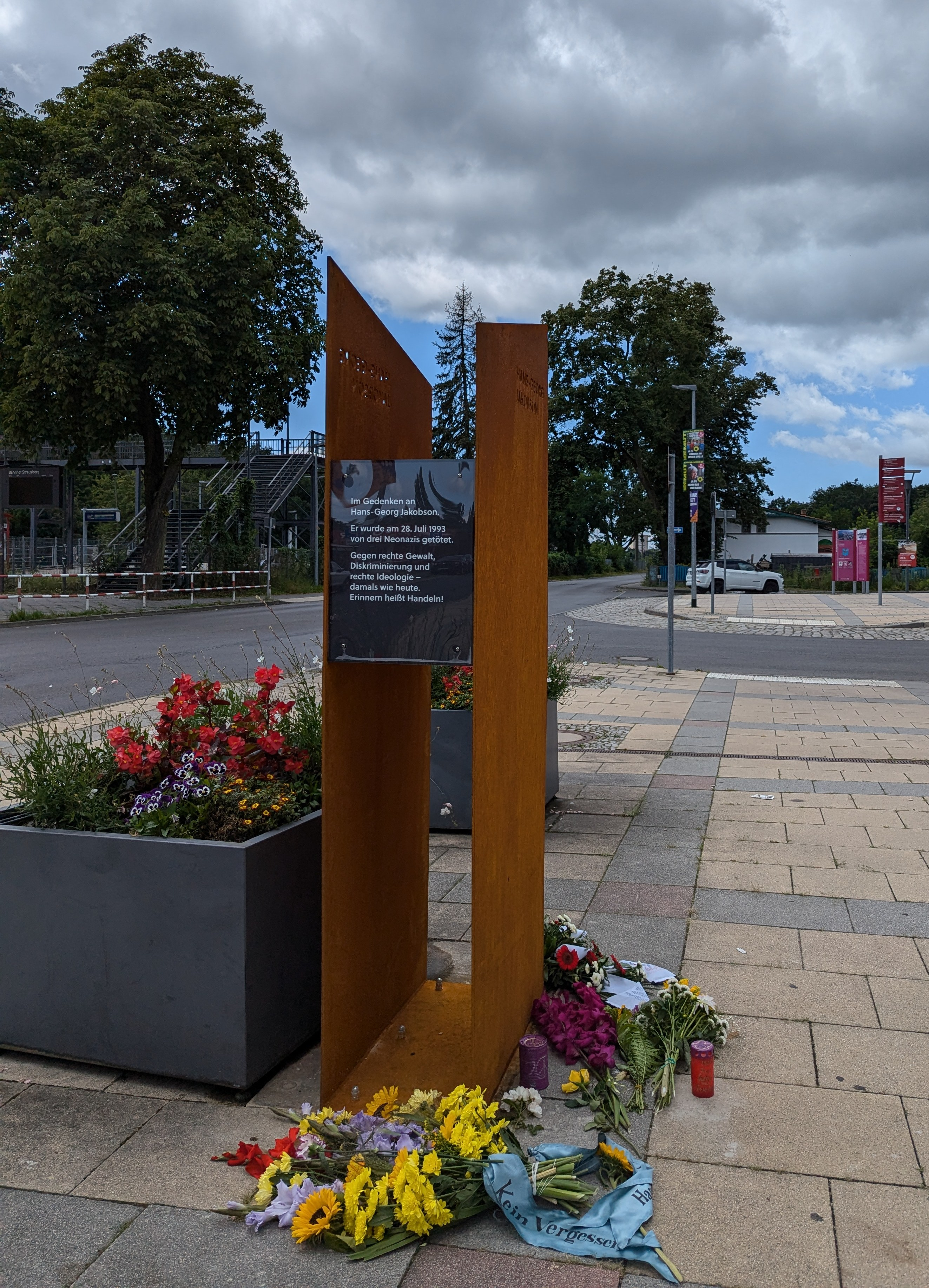
Gedenkstele für Hans-Georg Jakobson in Strausberg Vorstadt (Bahnhofsvorplatz)

### Ehemalige Bauwerke
- Kirche St. Nikolai, 13.–18. Jahrhundert
- Dominikanerkloster, 13.–18. Jahrhundert
- Hospital St. Georgen, mit Kapelle, 14. Jahrhundert–1970
- Synagoge, 1817–1938

### Friedhöfe

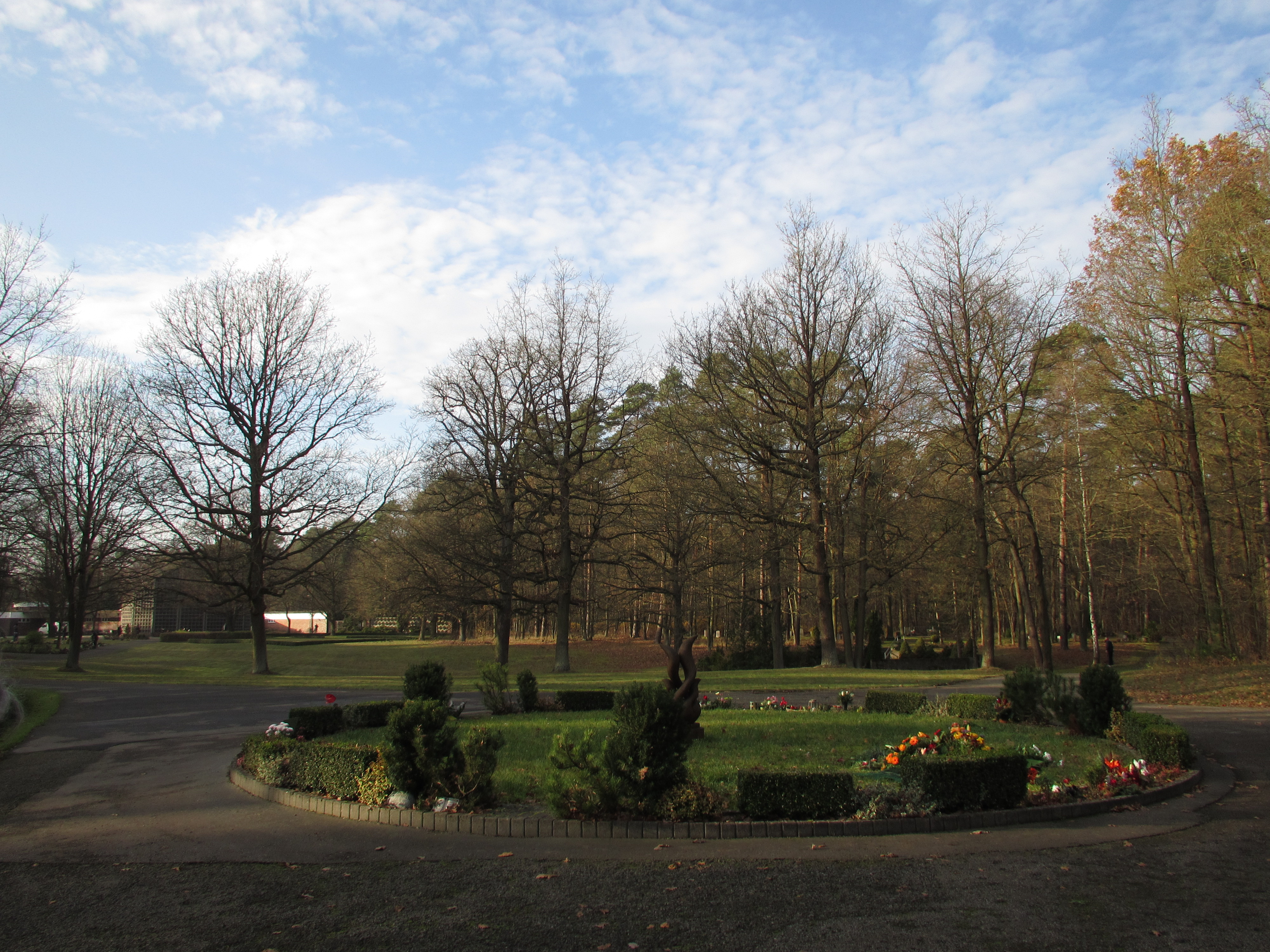
Aschestreuwiese des Waldfriedhofs

Strausberg verfügt über zwei Friedhöfe, einen städtischen in Strausberg Vorstadt und einen der evangelischen Kirchgemeinde in der Berliner Straße.
Das Gelände des Friedhofs der evangelischen Kirchgemeinde wurde im Jahr 1869 erworben und befindet sich auf einem ehemaligen Weinberg. Dort gibt es auch Kriegsgräberstätten des Ersten und des Zweiten Weltkriegs.
Im Jahr 1974 wurde auf Beschluss des damaligen Rates des Kreises der Städtische Waldfriedhof am Eggersdorfer Weg in Strausberg Vorstadt errichtet. Er befindet sich auf dem Gelände neben der alten Rennbahn, an der Ortsgrenze zu Petershagen/Eggersdorf sowie an zwei Seiten vom Märchenwald begrenzt. Seit 1978 finden dort Beerdigungen statt.
Am Ufer des Herrensees befindet sich ein Ruheforst.

### Natur
Strausberg hat eine reizvolle Umgebung mit einigen Seen, wie dem Straussee und dem Bötzsee, mit Bademöglichkeiten.
Über den Straussee fährt eine Fähre.

### Theater
Seit 2017 gibt es in Strausberg das Theater Die Andere Welt Bühne auf dem ehemaligen Postgelände.

## Wirtschaft
Die Bundeswehr ist größter Arbeitgeber der Stadt mit etwa 2200 Arbeitsplätzen. Die Bundeswehreinrichtungen sind in der Von-Hardenberg-Kaserne (vormals Liegenschaft Strausberg Nord) und der Barnim-Kaserne konzentriert. Die Akademie der Bundeswehr für Information und Kommunikation mit der größten Militärbibliothek Deutschlands residiert im ehemaligen Tagungszentrum des Ministeriums für Nationale Verteidigung nördlich der Von-Hardenberg-Kaserne.

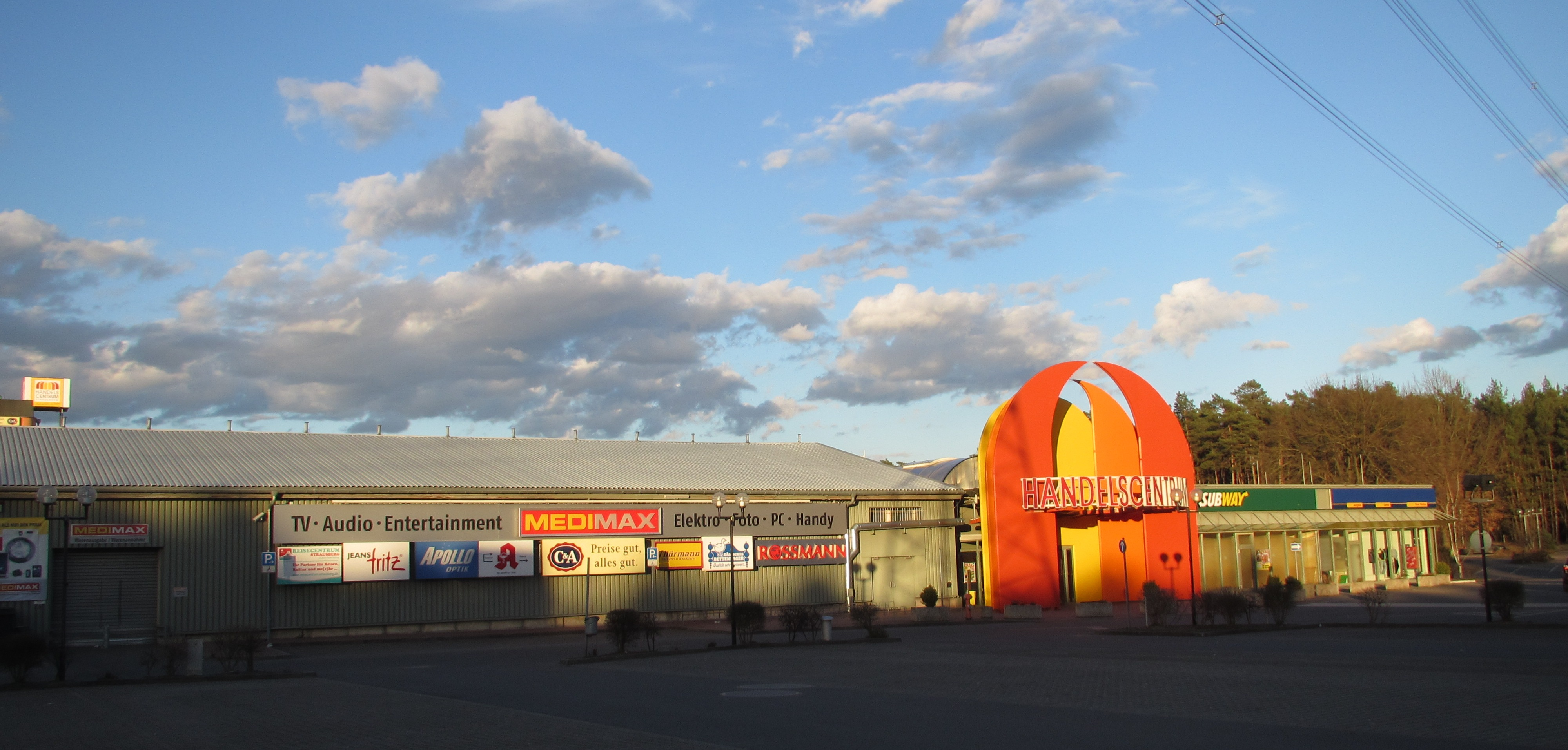
Haupteingang des Handelscentrums

Strausberg ist Standort von Behörden und öffentlichen Einrichtungen des Landes, des Landkreises und der Kommune (zum Beispiel Finanzamt, Amtsgericht, Bauordnungsamt des Landkreises Märkisch-Oderland, Agentur für Arbeit Frankfurt (Oder) Nebenstelle Strausberg, Beratungsstelle der Deutschen Rentenversicherung Berlin-Brandenburg, Geschäftsstellen mehrerer Krankenkassen, Stadtverwaltung Strausberg).
Die Stadt ist traditioneller Standort des Handwerks, des Handels und des Dienstleistungsgewerbes. Des Weiteren befinden sich in der Stadt der Flugplatz Strausberg und die Stemme-Flugzeugwerft, die Motorsegler produziert.

## Verkehr

### Schienenverkehr

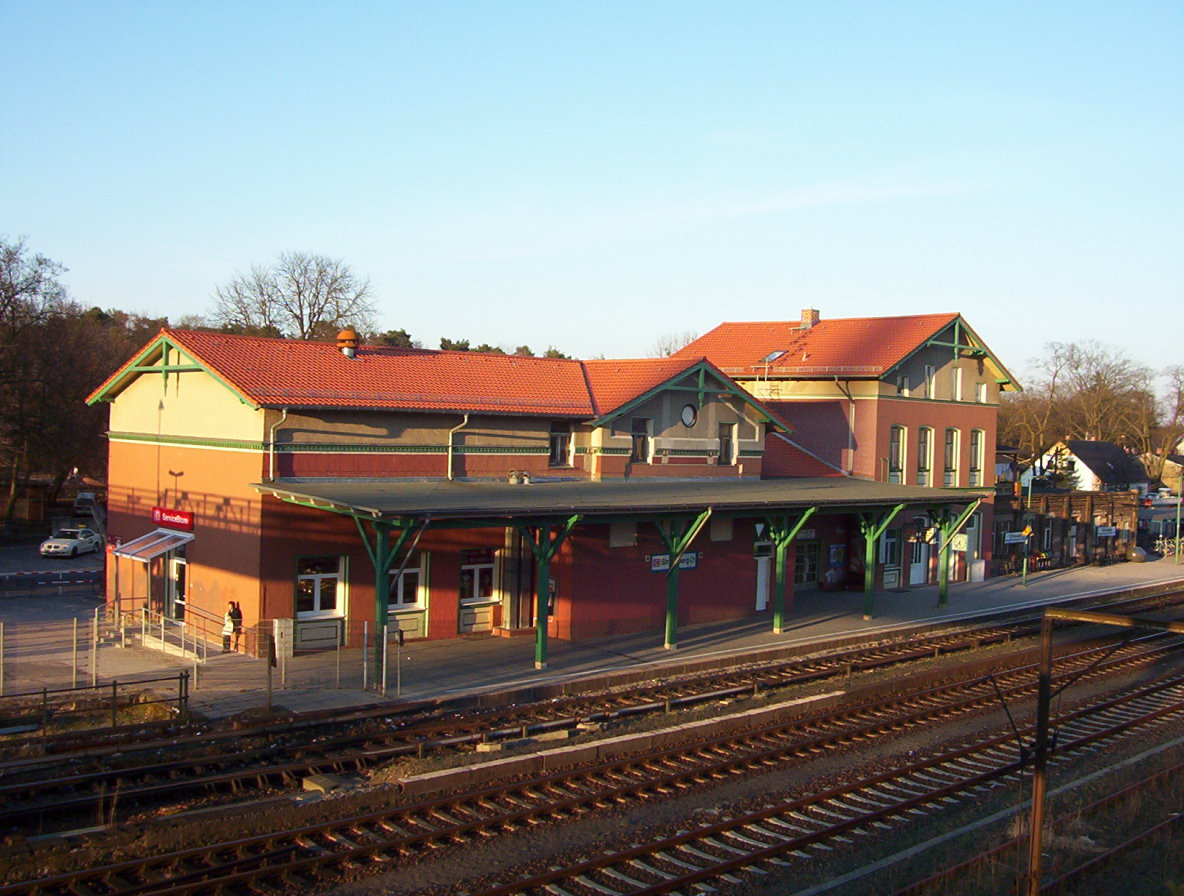
Bahnhof Strausberg (März 2005)

Der Bahnhof Strausberg liegt an der Bahnstrecke Berlin–Kostrzyn. Hier zweigt die Bahnstrecke Strausberg–Strausberg Nord ab. Die Berliner S-Bahn-Linie 5 bedient im Stadtgebiet vier Stationen: Strausberg, Hegermühle, Strausberg Stadt und Strausberg Nord.
Die Regionalbahnlinie RB 26 verbindet den Bahnhof Strausberg mit Berlin-Ostkreuz und dem polnischen Kostrzyn.
Die Straßenbahnlinie 89 der Strausberger Eisenbahn verkehrt zwischen dem Stadtzentrum und dem Bahnhof Strausberg.

### Busverkehr
Der öffentliche Personennahverkehr wird unter anderem durch den PlusBus des Verkehrsverbund Berlin-Brandenburg erbracht. Folgende Verbindungen führen, betrieben von der Märkisch-Oderland Bus und Barnimer Busgesellschaft, ab Strausberg:
- Linie 889: Strausberg ↔ Prötzel ↔ Schulzendorf ↔ Wriezen ↔ Bad Freienwalde
- Linie 950: Strausberg ↔ Hennickendorf ↔ Rüdersdorf ↔ Woltersdorf ↔ Erkner

### Straßenverkehr
Strausberg ist in westlicher Richtung über die Landesstraße L 33 und die Anschlussstelle Berlin-Marzahn mit dem Berliner Ring (Bundesautobahn 10) verbunden. Östlich der Stadt verläuft die Bundesstraße 168 zwischen Eberswalde und Cottbus.

### Sonstiges
Östlich der Stadt befindet sich der Flugplatz Strausberg.
Außerdem verläuft quer über den Straussee mit der Strausseefähre die einzige elektrische Seilzugfähre Deutschlands, die insbesondere von Ausflüglern gern benutzt wird.
Am 27. April 2025 wurde die Fahrradstraße Alte Gleistrasse mit mitlaufender Beleuchtung dem Verkehr übergeben.

## Sport

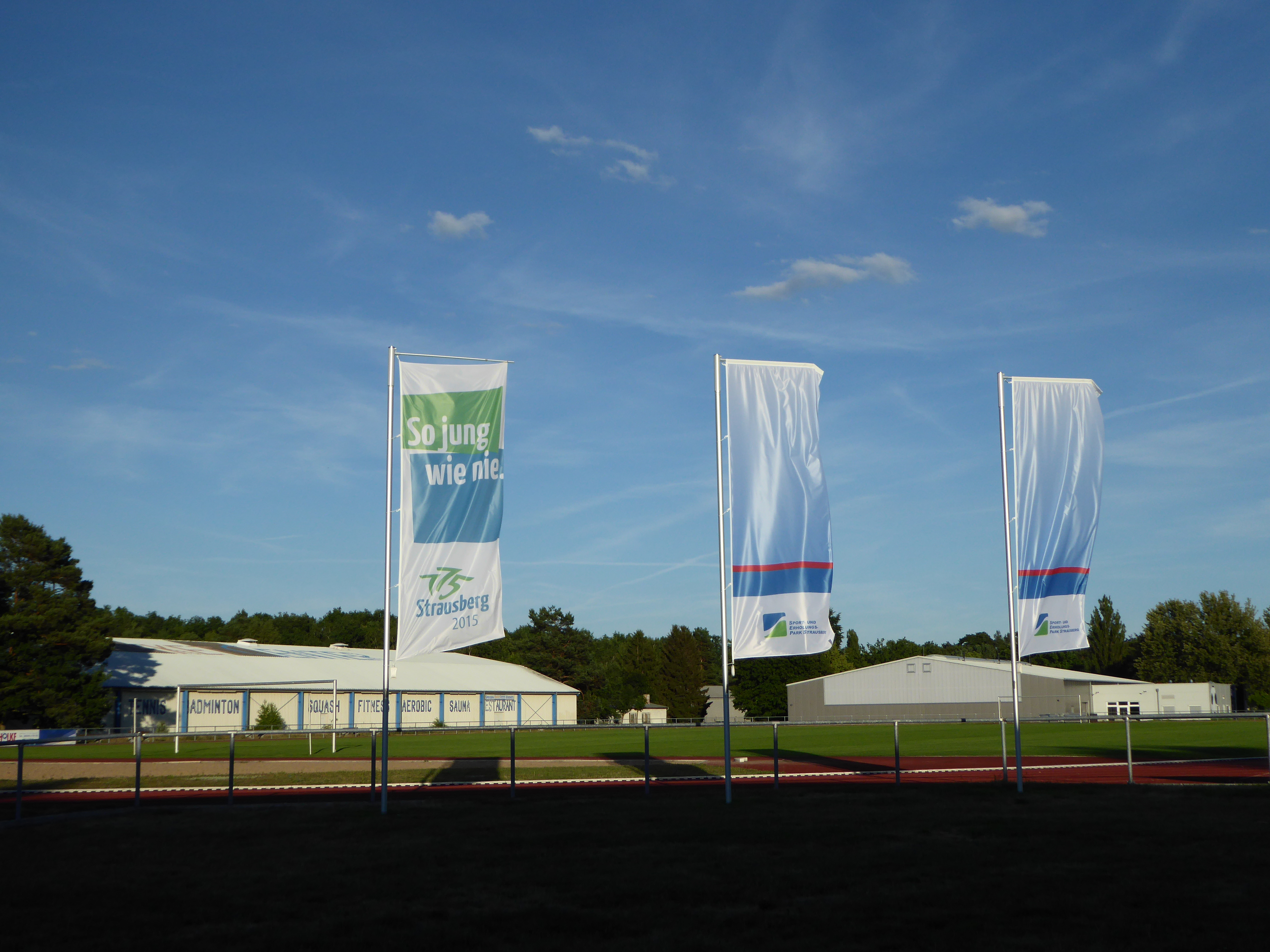
Sport- und Erholungspark Strausberg (Vorstadt)

Bekanntester Fußballverein der Stadt ist der FC Strausberg, der von der Spielzeit 2013/14 bis zur Spielzeit 2020/21 in der NOFV-Oberliga Staffel Nord spielte. Außerdem ist der Fanfarenzug des KSC Strausberg mit rund 200 Mitgliedern einer der größten Klangkörper seiner Art; er errang mehrere Weltmeistertitel.
Das Zentrum für sportliche Aktivitäten liegt in Strausberg Vorstadt: der Sport- und Erholungspark (SEP). Dieser liegt auf dem Gelände einer ehemaligen Galopp-Rennbahn, die nach 1945 dem Armeesportklub (ASK) diente und nach 1990, bis zur Gründung des SEP am 1. Juli 1993, vom Kultur- und Sport-Club e. V. (KSC) betrieben wurde.

## Persönlichkeiten

### Ehrenbürger
- 1976: Gertrud Rossner (1903–1984), praktizierte 50 Jahre als Kinderärztin in Strausberg[35]
- 1999, 29. November: Peter Popitz (1937–2017), Oberbürgermeister von Frankenthal, Städtepartnerschaft mit Strausberg
- 2012, 3. Mai: Sigmund Jähn (1937–2019), erster Deutscher im Weltall, lebte in Strausberg
- 2015: 25. Juni: Dieter Kartmann (1934–2024), langjähriger Stadtverordneter[36]
- 2016: 1. Juni: Kurt Schornsheim (* 1924), Stadtchronist[36]

### Söhne und Töchter der Stadt
- Andreas Engel (1561–1598), Pfarrer, Chronist der Geschichte der Mark Brandenburg
- Johann Friedrich Krüger (1770–1836), Baumeister in Quedlinburg und Buchautor
- Karl Alexander Ferdinand Kluge (1782–1844), Chirurg (und Sohn eines Strausberger Stadtchirurgen), Geburtshelfer und Mesmerist[37]
- August von Pfuhl (1794–1874), preußischer Generalmajor
- Aron Hirsch Heymann (1803–1880), Bankier und Wollhändler; Vorsteher der jüdischen Gemeinde Berlins
- Paul Max Bertschy (1840–1911), Architekt, in Lettland tätig
- Paul Gerhardt (1847–1923), Wasserbauingenieur und Baubeamter
- Paul Joseph (1849–1923), Lehrer, Numismatiker und Fachautor
- Georg Kurtze (1872–1945), von 1924 bis 1929 Stadtrat der Stadt Strausberg, 1933 ins KZ Oranienburg eingeliefert, hisste am 20. April 1945 die weiße Fahne, um die Stadt vor weiteren Zerstörungen zu bewahren, Anfang Mai 1945 erschossen aufgefunden[38]
- Oskar Ehrhardt (1873–1950), Chirurg in Königsberg
- Paul Deegener (1875–1949), Zoologe und Entomologe
- Martin Zindler (1920–2020), Mediziner und Anästhesiologe
- Peter Eisenberg (* 1940), Linguist
- Michael Gartenschläger (1944–1976), politischer Häftling in der DDR und Fluchthelfer, durch ein Spezialkommando der DDR-Staatssicherheit erschossen
- Jonas Kern (* 1946), Schriftsteller
- Renate Damm (1947–2012), Radrennfahrerin
- Scarlett Seeboldt (* 1957), Musikerin, Sängerin und Liedermacherin
- Simona Koß (* 1961), Politikerin (SPD)
- Frank Schmökel (* 1962), Vergewaltiger und Mörder
- Inés Burdow (* 1969), Schauspielerin und Schriftstellerin
- Sven Herzberger (* 1969), Politiker (parteilos), Landrat des Landkreises Dahme-Spreewald
- Birgit Monteiro (* 1969), Politikerin (SPD)
- Melanie Schütze (* 1981), Filmeditorin
- Sebastian Schmidtke (* 1985), Politiker (NPD)
- Robert Maaser (* 1990), Schauspieler und Weltmeister im Rhönradturnen
- Robert Herrmann (* 1993), Fußballspieler
- Martin Schindler (* 1996), Dartspieler
- Friederike Schier (* 1997), deutsche Politikerin (Volt)
- Connor Mills (* 1998), Kinderdarsteller
- Hannes Wilksch (* 2001), Radrennfahrer

### Mit Strausberg verbundene Persönlichkeiten
- Johannes Haw (1871–1949), katholischer Geistlicher und Ordensgründer, lebte während des Zweiten Weltkrieges in Strausberg
- Georg Vollerthun (1876–1945), Komponist, lebte seit 1922 in Strausberg
- Felix Schulz (1878–1913), Flugpionier, verbrachte seine Jugend in Strausberg[39]
- Kurt Wagner (1904–1989), General, verbrachte seinen Lebensabend in Strausberg
- Hugo Distler (1908–1942), Komponist und Kirchenmusiker, sein letzter Wohnort war 1940–1942 Strausberg
- Lilo Hardel (1914–1999), Kinderbuchautorin, lebte seit den 1950er Jahren in Strausberg
- Willi Lorbeer (1915–2011), Judotrainer in Strausberg,[40][41] Träger des 9. Dan
- Rolf Barthel (1932–2023), Stadthistoriker und Major, lebte viele Jahre in Strausberg
- Erich Zielke (1936–2022), Judoka und Generalkonsul der DDR, lebte in Strausberg[42]
- Ulrich Jörke (* 1936), Bildhauer
- Barbara Henniger (* 1938), Karikaturistin und Buchautorin, lebt seit 1967 in Strausberg
- Hans-Georg Jacobson (* 1957 oder 1958; † 29. Juli 1993) wurde als Obdachloser Opfer rechtsextremer Gewalt in Strausberg
- Alexander Seidel (* 1976), Countertenor und Dirigent, verbrachte einige Jahre seiner Kindheit in Strausberg